# Filmografia Walta Disneya

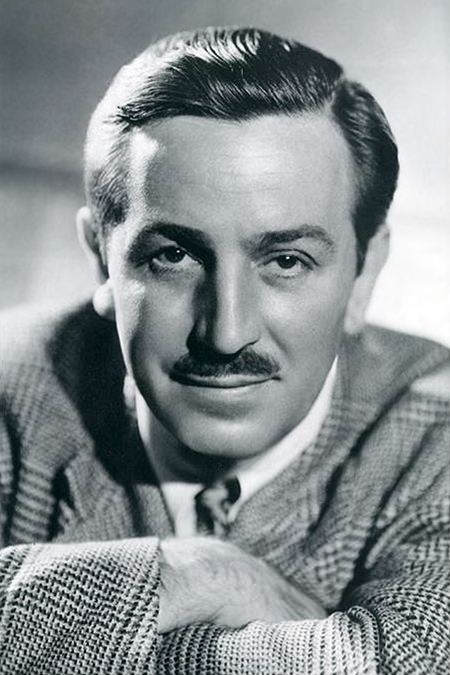
Walt Disney (1946)

Filmografia Walta Disneya (1901-1966) – amerykańskiego producenta filmowego, animatora, aktora głosowego, przedsiębiorcy i filantropa.

## Produkcje kinowe

### Filmy animowane

#### Filmy krótkometrażowe
| Rok  | Tytuł                                               | Producent | Reżyseria | Rola aktorska                                                        | Informacje | Źródło                         |
| ---- | --------------------------------------------------- | --------- | --------- | -------------------------------------------------------------------- | --- | ------------------------------ |
| 1921 | Newman Laugh-O-Grams                                |           | T         | animator                                                             | | [ 1 ]                          |
| 1922 | Little Red Riding Hood                              | T         | T         |                                                                      | Film wznowiony w 1929 roku w wersji dźwiękowej produkcji Sound Film Distributing Corp. jako Grandma Steps Out. | [ 1 ] [ 2 ]                    |
| 1922 | The Four Musicians of Bremen                        | T         | T         |                                                                      | Film wznowiony w 1929 roku w wersji dźwiękowej produkcji Sound Film Distributing Corp. jako The Four Jazz Boys. | [ 1 ] [ 2 ]                    |
| 1922 | Jack and the Beanstalk                              | T         | T         |                                                                      | Film wznowiony w 1929 roku w wersji dźwiękowej produkcji Sound Film Distributing Corp. jako On the Up and Up. | [ 1 ] [ 2 ]                    |
| 1922 | Jack the Giant Killer                               | T         | T         |                                                                      | Film wznowiony w 1929 roku w wersji dźwiękowej produkcji Sound Film Distributing Corp. jako The K-O Kid. | [ 3 ] [ 2 ]                    |
| 1922 | Goldie Locks and the Three Bears                    | T         | T         |                                                                      | Film wznowiony w 1929 roku w wersji dźwiękowej produkcji Sound Film Distributing Corp. jako The Peroxide Kid. | [ 4 ] [ 2 ]                    |
| 1922 | Puss in Boots                                       | T         | T         |                                                                      | Film wznowiony w 1929 roku w wersji dźwiękowej produkcji Sound Film Distributing Corp. jako The Cat’s Whiskers | [ 4 ] [ 2 ]                    |
| 1922 | Cinderella                                          | T         | T         |                                                                      | Film wznowiony w 1929 roku w wersji dźwiękowej produkcji Sound Film Distributing Corp. jako The Slipper-y Kid. | [ 4 ] [ 2 ]                    |
| 1922 | A Pirate for a Day                                  | T         | T         |                                                                      | Seria Lafflets. Film uznawany za zaginiony. | [ 4 ]                          |
| 1922 | The Woodland Potter                                 | T         | T         |                                                                      | Seria Lafflets. Film uznawany za zaginiony. | [ 4 ]                          |
| 1923 | Martha                                              | T         | T         |                                                                      | | [ 5 ] [ 6 ]                    |
| 1923 | Alice’s Wonderland                                  | T         | T         | animator                                                             | Disney odpowiadał za scenariusz. Pilot serii Alice Comedies. | [ 5 ]                          |
| 1924 | Alice’s Day at Sea                                  |           | T         |                                                                      | Pierwszy z serii Alice Comedies | [ 5 ]                          |
| 1924 | Alice’s Spooky Adventure                            |           | T         |                                                                      | Seria Alice Comedies | [ 7 ]                          |
| 1924 | Alice’s Wild West Show                              |           | T         |                                                                      | Seria Alice Comedies | [ 7 ]                          |
| 1924 | Alice’s Fishy Story                                 |           | T         | kierowca samochodu                                                   | Seria Alice Comedies | [ 8 ]                          |
| 1924 | Alice and the Dog Catcher                           |           | T         | hycel                                                                | Seria Alice Comedies | [ 8 ]                          |
| 1924 | Alice the Peacemaker                                |           | T         |                                                                      | Seria Alice Comedies | [ 8 ]                          |
| 1924 | Alice Gets in Dutch                                 |           | T         |                                                                      | Seria Alice Comedies | [ 8 ]                          |
| 1924 | Alice Hunting in Africa                             |           | T         |                                                                      | Seria Alice Comedies | [ 7 ]                          |
| 1924 | Alice and the Three Bears                           |           | T         |                                                                      | Seria Alice Comedies | [ 9 ]                          |
| 1924 | Alice the Piper                                     |           | T         |                                                                      | Seria Alice Comedies | [ 10 ]                         |
| 1925 | Alice Cans the Cannibals                            |           | T         |                                                                      | Seria Alice Comedies | [ 10 ]                         |
| 1925 | Alice the Toreador                                  |           | T         |                                                                      | Seria Alice Comedies | [ 10 ]                         |
| 1925 | Alice Gets Stung                                    |           | T         |                                                                      | Seria Alice Comedies | [ 10 ]                         |
| 1925 | Alice Solves the Puzzle                             |           | T         |                                                                      | Seria Alice Comedies, debiut Czarnego Piotrusia. | [ 11 ] [ 12 ]                  |
| 1925 | Alice’s Egg Plant                                   |           | T         |                                                                      | Seria Alice Comedies | [ 11 ]                         |
| 1925 | Alice Loses Out                                     |           | T         |                                                                      | Seria Alice Comedies | [ 11 ]                         |
| 1925 | Alice Gets Stage Struck                             |           | T         |                                                                      | Seria Alice Comedies | [ 13 ]                         |
| 1925 | Alice Wins the Derby                                |           | T         |                                                                      | Seria Alice Comedies | [ 13 ]                         |
| 1925 | Alice Picks the Champ                               |           | T         |                                                                      | Seria Alice Comedies | [ 13 ]                         |
| 1925 | Alice’s Tin Pony                                    |           | T         |                                                                      | Seria Alice Comedies | [ 14 ]                         |
| 1925 | Alice Chops the Suey                                |           | T         |                                                                      | Seria Alice Comedies | [ 15 ]                         |
| 1925 | Alice the Jail Bird                                 |           | T         |                                                                      | Seria Alice Comedies | [ 15 ]                         |
| 1925 | Alice Plays Cupid                                   |           | T         |                                                                      | Seria Alice Comedies, film uznawany za zaginiony | [ 15 ]                         |
| 1925 | Alice Rattled by Rats                               |           | T         |                                                                      | Seria Alice Comedies | [ 16 ]                         |
| 1925 | Alice in the Jungle                                 |           | T         |                                                                      | Seria Alice Comedies | [ 16 ]                         |
| 1926 | Alice on the Farm                                   |           | T         |                                                                      | Seria Alice Comedies | [ 16 ]                         |
| 1926 | Alice’s Balloon Race                                |           | T         |                                                                      | Seria Alice Comedies | [ 16 ]                         |
| 1926 | Alice’s Orphan                                      |           | T         |                                                                      | Seria Alice Comedies | [ 17 ]                         |
| 1926 | Alice’s Little Parade                               |           | T         |                                                                      | Seria Alice Comedies | [ 17 ]                         |
| 1926 | Alice’s Mysterious Mystery                          |           | T         |                                                                      | Seria Alice Comedies | [ 17 ]                         |
| 1926 | Alice Charms the Fish                               |           | T         |                                                                      | Seria Alice Comedies, film uznawany za zaginiony | [ 17 ]                         |
| 1926 | Alice’s Monkey Business                             |           | T         |                                                                      | Seria Alice Comedies, film uznawany za zaginiony | [ 18 ]                         |
| 1926 | Alice in the Wooly West                             |           | T         |                                                                      | Seria Alice Comedies | [ 18 ]                         |
| 1926 | Alice the Fire Fighter                              |           | T         |                                                                      | Seria Alice Comedies | [ 18 ]                         |
| 1926 | Alice Cuts the Ice                                  |           | T         |                                                                      | Seria Alice Comedies, film uznawany za zaginiony | [ 18 ]                         |
| 1926 | Alice Helps the Romance                             |           | T         |                                                                      | Seria Alice Comedies | [ 19 ]                         |
| 1926 | Alice’s Spanish Guitar                              |           | T         |                                                                      | Seria Alice Comedies | [ 19 ]                         |
| 1926 | Alice’s Brown Derby                                 |           | T         |                                                                      | Seria Alice Comedies | [ 19 ]                         |
| 1926 | Alice the LumberJack                                |           | T         |                                                                      | Seria Alice Comedies, film uznawany za zaginiony | [ 19 ]                         |
| 1927 | Alice the Golf Bug                                  |           | T         |                                                                      | Seria Alice Comedies, film uznawany za zaginiony | [ 20 ]                         |
| 1927 | Alice Foils the Pirates                             |           | T         |                                                                      | Seria Alice Comedies, film uznawany za zaginiony | [ 20 ]                         |
| 1927 | Alice at the Carnival                               |           | T         |                                                                      | Seria Alice Comedies, film uznawany za zaginiony | [ 20 ]                         |
| 1927 | Alice at the Rodeo                                  |           | T         |                                                                      | Seria Alice Comedies | [ 20 ]                         |
| 1927 | Alice the Collegiate                                |           | T         |                                                                      | Seria Alice Comedies, film uznawany za zaginiony | [ 21 ]                         |
| 1927 | Alice in the Alps                                   |           | T         |                                                                      | Seria Alice Comedies, film uznawany za zaginiony | [ 21 ]                         |
| 1927 | Alice’s Auto Race                                   |           | T         |                                                                      | Seria Alice Comedies, film częściowo zaginiony | [ 21 ]                         |
| 1927 | Alice’s Circus Daze                                 |           | T         |                                                                      | Seria Alice Comedies | [ 21 ]                         |
| 1927 | Alice’s Knaughty Knight                             |           | T         |                                                                      | Seria Alice Comedies, film uznawany za zaginiony | [ 22 ]                         |
| 1927 | Alice’s Three Bad Eggs                              |           | T         |                                                                      | Seria Alice Comedies, film uznawany za zaginiony | [ 23 ]                         |
| 1927 | Alice’s Picnic                                      |           | T         |                                                                      | Seria Alice Comedies, film uznawany za zaginiony | [ 23 ]                         |
| 1927 | Alice’s Channel Swim                                |           | T         |                                                                      | Seria Alice Comedies, film uznawany za zaginiony | [ 24 ]                         |
| 1927 | Alice in the Klondike                               |           | T         |                                                                      | Seria Alice Comedies, film uznawany za zaginiony | [ 24 ]                         |
| 1927 | Alice’s Medicine Show                               |           | T         |                                                                      | Seria Alice Comedies, film uznawany za zaginiony | [ 24 ]                         |
| 1927 | Alice the Whaler                                    |           | T         |                                                                      | Seria Alice Comedies | [ 24 ]                         |
| 1927 | Alice the Beach Nut                                 |           | T         |                                                                      | Seria Alice Comedies, film uznawany za zaginiony | [ 25 ]                         |
| 1927 | Alice in the Big League                             |           | T         |                                                                      | Ostatni z serii Alice Comedies | [ 25 ] [ 26 ]                  |
| 1927 | Poor Papa                                           |           | T         |                                                                      | Pierwszy z serii Oswald the Lucky Rabbit, pierwotnie odrzucony przez Universal Pictures i wypuszczony dopiero w 1928 roku. Debiut Królika Oswalda. | [ 25 ]                         |
| 1927 | Trolley Troubles                                    |           | T         |                                                                      | Seria Oswald the Lucky Rabbit; film wznowiony w 1931 roku w wersji dźwiękowej Waltera Lantza. | [ 25 ]                         |
| 1927 | Oh Teacher                                          |           | T         |                                                                      | Seria Oswald the Lucky Rabbit; film wznowiony w 1932 roku w wersji dźwiękowej Waltera Lantza. | [ 27 ]                         |
| 1927 | The Mechanical Cow                                  |           | T         |                                                                      | Seria Oswald the Lucky Rabbit; film wznowiony w 1932 roku w wersji dźwiękowej Waltera Lantza. | [ 27 ] [ 28 ]                  |
| 1927 | Great Guns!                                         |           | T         |                                                                      | Seria Oswald the Lucky Rabbit; film wznowiony w 1932 roku w wersji dźwiękowej Waltera Lantza. | [ 27 ]                         |
| 1927 | All Wet                                             |           | [ a ]     |                                                                      | Seria Oswald the Lucky Rabbit; film wznowiony w 1932 roku w wersji dźwiękowej Waltera Lantza. | [ 27 ]                         |
| 1927 | The Ocean Hop                                       |           | [ a ]     |                                                                      | Seria Oswald the Lucky Rabbit; film wznowiony w 1932 roku w wersji dźwiękowej Waltera Lantza. | [ 29 ]                         |
| 1927 | The Banker’s Daughter                               |           | T         |                                                                      | Seria Oswald the Lucky Rabbit | [ 29 ]                         |
| 1927 | Empty Socks                                         |           | [ a ]     |                                                                      | Seria Oswald the Lucky Rabbit | [ 30 ]                         |
| 1927 | Rickety Gin                                         |           | T         |                                                                      | Seria Oswald the Lucky Rabbit, film uznawany za zaginiony | [ 29 ]                         |
| 1928 | Harem Scarem                                        |           | T         |                                                                      | Seria Oswald the Lucky Rabbit, film uznawany za zaginiony | [ 29 ]                         |
| 1928 | Neck ‘n’ Neck                                       |           | T         |                                                                      | Seria Oswald the Lucky Rabbit | [ 29 ]                         |
| 1928 | The Ol’ Swimmin’ Hole                               |           | T         |                                                                      | Seria Oswald the Lucky Rabbit | [ 30 ]                         |
| 1928 | Africa Before Dark                                  |           | [ a ]     |                                                                      | Seria Oswald the Lucky Rabbit | [ 30 ]                         |
| 1928 | Rival Romeos                                        |           | T         |                                                                      | Seria Oswald the Lucky Rabbit | [ 30 ]                         |
| 1928 | Bright Lights                                       |           | T         |                                                                      | Seria Oswald the Lucky Rabbit | [ 30 ]                         |
| 1928 | Sagebrush Sadie                                     |           | T         |                                                                      | Seria Oswald the Lucky Rabbit, film uznawany za zaginiony | [ 30 ]                         |
| 1928 | Ride ’Em Plowboy                                    |           | T         |                                                                      | Seria Oswald the Lucky Rabbit, film uznawany za zaginiony | [ 31 ]                         |
| 1928 | Ozzie of the Mounted                                |           | T         |                                                                      | Seria Oswald the Lucky Rabbit | [ 31 ]                         |
| 1928 | Hungry Hoboes                                       |           | T         |                                                                      | Seria Oswald the Lucky Rabbit | [ 31 ]                         |
| 1928 | Szalony samolot                                     | T         | [ a ]     | Myszka Miki, Myszka Minnie (głos)                                    | Seria Mickey Mouse; debiut Myszek Mikiego i Minnie. Pierwszy film z serii, jednak nie mający oficjalnej premiery do 1929 roku. | [ 32 ] [ 33 ] [ 34 ]           |
| 1928 | Oh, What a Knight                                   |           | [ a ]     |                                                                      | Seria Oswald the Lucky Rabbit | [ 31 ]                         |
| 1928 | The Fox Chase                                       |           |           |                                                                      | Seria Oswald the Lucky Rabbit | [ 35 ]                         |
| 1928 | Tall Timber                                         |           |           |                                                                      | Seria Oswald the Lucky Rabbit | [ 35 ]                         |
| 1928 | Sleigh Bells                                        |           | [ a ]     |                                                                      | Seria Oswald the Lucky Rabbit | [ 35 ]                         |
| 1928 | Galopujący Gaucho                                   | T         |           | Myszka Miki, Myszka Minnie (głos)                                    | Seria Mickey Mouse. Drugi film z serii, jednak nie mający oficjalnej premiery do 1929 roku. Parodia filmu Miasto cudów (1927). | [ 32 ] [ 33 ] [ 36 ]           |
| 1928 | High Up                                             |           |           |                                                                      | Seria Oswald the Lucky Rabbit |                                |
| 1928 | Hot Dogs                                            |           | T         |                                                                      | Seria Oswald the Lucky Rabbit, film uznawany za zaginiony | [ 33 ]                         |
| 1928 | The Sky Scrapper                                    |           | [ a ]     |                                                                      | Seria Oswald the Lucky Rabbit | [ 31 ]                         |
| 1928 | Parowiec Willie                                     | T         | [ a ]     | Myszka Miki, Myszka Minnie, Czarny Piotruś, zwierzęta, papuga (głos) | Seria Mickey Mouse, pierwszy film z serii mający dystrybucję; pierwsza dźwiękowa produkcja Disneya, jak i pierwsza animacja z synchronizowanym dźwiękiem. | [ 32 ] [ 34 ]                  |
| 1929 | Taniec w stodole                                    | T         | T         | Myszka Miki, Myszka Minnie, Czarny Piotruś, papuga (głos)            | Seria Mickey Mouse. Remake filmu Rival Romeos z serii Oswald the Lucky Rabbit. | [ 37 ]                         |
| 1929 | The Opry House                                      | T         | [ a ]     |                                                                      | Seria Mickey Mouse | [ 37 ]                         |
| 1929 | Gdy kota nie ma                                     | T         | T         |                                                                      | Seria Mickey Mouse. Remake filmu Alice Rattled by Rats z serii Alice Comedies. | [ 38 ]                         |
| 1929 | Bitwa na podwórzu                                   | T         | T         |                                                                      | Seria Mickey Mouse | [ 39 ]                         |
| 1929 | Parobek                                             | T         | T         | Myszka Miki, Horacy (głos)                                           | Seria Mickey Mouse; debiut Horacego i Klarabelli. | [ 39 ] [ 40 ]                  |
| 1929 | W wesołym miasteczku                                | T         | [ a ]     | Myszka Minnie, Kat Nipp (głos)                                       | Seria Mickey Mouse. Pierwszy film, w którym Miki wypowiada dialogi | [ 39 ] [ 34 ]                  |
| 1929 | Taniec szkieletów                                   | T         | T         | pies (głos)                                                          | Pierwszy film z serii Silly Symphonies | [ 41 ]                         |
| 1929 | Głupoty Myszki Miki                                 | T         |           | Myszka Miki (głos)                                                   | Seria Mickey Mouse | [ 42 ]                         |
| 1929 | Ciuchcia Myszki Miki                                | T         | [ a ]     | Myszka Miki (głos)                                                   | Seria Mickey Mouse | [ 42 ]                         |
| 1929 | Straszny toreador                                   | T         | T         | toreador (głos)                                                      | Seria Silly Symphonies | [ 43 ]                         |
| 1929 | Jazzowe wygłupy                                     | T         |           | Myszka Miki (głos)                                                   | Seria Mickey Mouse | [ 42 ]                         |
| 1929 | Wiosna                                              | T         |           |                                                                      | Seria Silly Symphonies | [ 44 ]                         |
| 1929 | Rytm dżungli                                        | T         | T         | Myszka Miki (głos)                                                   | Seria Mickey Mouse | [ 42 ]                         |
| 1929 | Piekielne dzwonki                                   | T         |           | Szatan, cerber (głos)                                                | Seria Silly Symphonies | [ 45 ]                         |
| 1929 | The Haunted House                                   | T         |           | Myszka Miki (głos)                                                   | Seria Mickey Mouse | [ 46 ]                         |
| 1929 | Wzburzone fale                                      | T         |           |                                                                      | Seria Mickey Mouse | [ 46 ]                         |
| 1929 | Wesołe krasnale                                     | T         | T         |                                                                      | Seria Silly Symphonies | [ 47 ]                         |
| 1930 | Lato                                                | T         |           |                                                                      | Seria Silly Symphonies | [ 48 ]                         |
| 1930 | Jesień                                              | T         |           | bobry (głos)                                                         | Seria Silly Symphonies | [ 49 ]                         |
| 1930 | Po prostu Myszka Miki                               | T         |           | Myszka Miki (głos)                                                   | Seria Mickey Mouse | [ 32 ]                         |
| 1930 | Cannibal Capers                                     | T         |           |                                                                      | Seria Silly Symphonies | [ 50 ]                         |
| 1930 | Koncert w zagrodzie                                 | T         | T         | Myszka Miki (głos)                                                   | Seria Mickey Mouse | [ 32 ]                         |
| 1930 | W krainie kaktusów                                  | T         | T         | Myszka Miki, Czarny Piotruś (głos)                                   | Seria Mickey Mouse | [ 32 ]                         |
| 1930 | Strażacy                                            | T         |           | Myszka Miki (głos)                                                   | Seria Mickey Mouse | [ 32 ]                         |
| 1930 | Baraszkujące ryby                                   | T         |           | ryby (głos)                                                          | Seria Silly Symphonies | [ 51 ]                         |
| 1930 | Arktyczni trefnisie                                 | T         |           | niedźwiedzie polarne, morsy, foki (głos)                             | Seria Silly Symphonies | [ 52 ]                         |
| 1930 | Ubaw                                                | T         |           | Myszka Miki, Horacy (głos)                                           | Seria Mickey Mouse | [ 32 ]                         |
| 1930 | Noc                                                 | T         | T         |                                                                      | Seria Silly Symphonies | [ 53 ]                         |
| 1930 | Północ w sklepie z zabawkami                        | T         |           | czarnoskóra lalka (głos)                                             | Seria Silly Symphonies | [ 54 ]                         |
| 1930 | Więzienna orkiestra                                 | T         |           | Myszka Miki (głos)                                                   | Seria Mickey Mouse; debiut psa Pluta | [ 32 ] [ 55 ]                  |
| 1930 | Tajemnica goryla                                    | T         |           | Myszka Miki (głos)                                                   | Seria Mickey Mouse. Parodia sztuki The Gorilla (1925). | [ 56 ]                         |
| 1930 | Małpie melodie                                      | T         |           | małpy (głos)                                                         | Seria Silly Symphonies | [ 54 ]                         |
| 1930 | Piknik                                              | T         |           | Myszka Miki (głos)                                                   | Seria Mickey Mouse; pies Pluto występuje pod imieniem Rover. | [ 32 ] [ 55 ]                  |
| 1930 | Zima                                                | T         |           | szop, kozioł, niedźwiedź, łoś (głos)                                 | Seria Silly Symphonies | [ 57 ]                         |
| 1930 | Pionerskie dni                                      | T         |           | Myszka Miki (głos)                                                   | Seria Mickey Mouse | [ 58 ]                         |
| 1930 | Figlarny Pan                                        | T         |           | sowa, niedźwiedź, łoś (głos)                                         | Seria Silly Symphonies | [ 59 ]                         |
| 1930 | Minnie’s Yoo Hoo                                    | T         | T         |                                                                      | | [ 60 ]                         |
| 1931 | Przyjęcie urodzinowe                                | T         |           | Myszka Miki (głos)                                                   | Seria Mickey Mouse | [ 58 ]                         |
| 1931 | Birds of a Feather                                  | T         |           |                                                                      | Seria Silly Symphonies | [ 61 ]                         |
| 1931 | Kłopoty na drodze                                   | T         |           | Myszka Miki (głos)                                                   | Seria Mickey Mouse | [ 58 ]                         |
| 1931 | Rozbitek                                            | T         |           | Myszka Miki (głos)                                                   | Seria Mickey Mouse | [ 58 ]                         |
| 1931 | Mother Goose Melodies                               | T         |           | Mały Jacek Placek (głos)                                             | Seria Silly Symphonies, występ Klarabelli | [ 62 ]                         |
| 1931 | Polowanie na łosie                                  | T         |           | Myszka Miki (głos)                                                   | Seria Mickey Mouse, pierwszy występ psa Pluta pod imieniem Pluto oraz jako psa Myszki Mikiego. | [ 58 ] [ 55 ]                  |
| 1931 | Porcelanowy talerz                                  | T         |           | chłopak (głos)                                                       | Seria Silly Symphonies | [ 63 ]                         |
| 1931 | Dostawca                                            | T         |           | Myszka Miki (głos)                                                   | Seria Mickey Mouse | [ 58 ]                         |
| 1931 | The Busy Beavers                                    | T         |           |                                                                      | Seria Silly Symphonies | [ 64 ]                         |
| 1931 | Miki na przechadzce                                 | T         |           | Myszka Miki (głos)                                                   | Seria Mickey Mouse | [ 58 ]                         |
| 1931 | Kot na dworze                                       | T         |           |                                                                      | Seria Silly Symphonies | [ 65 ]                         |
| 1931 | Blue Rhythm                                         | T         |           | Myszka Miki (głos)                                                   | Seria Mickey Mouse | [ 58 ]                         |
| 1931 | Egipskie melodie                                    | T         |           |                                                                      | Seria Silly Symphonies | [ 66 ]                         |
| 1931 | Wędkowanie                                          | T         |           | Myszka Miki (głos)                                                   | Seria Mickey Mouse | [ 58 ]                         |
| 1931 | Sklep z zegarami                                    | T         |           |                                                                      | Seria Silly Symphonies | [ 67 ]                         |
| 1931 | Koncert na podwórzu                                 | T         |           | Myszka Miki (głos)                                                   | Seria Mickey Mouse | [ 58 ]                         |
| 1931 | Pająk i mucha                                       | T         |           |                                                                      | Seria Silly Symphonies | [ 68 ]                         |
| 1931 | Polowanie na lisa                                   | T         |           |                                                                      | Seria Silly Symphonies. Remake filmu The Fox Chase z serii Oswald the Lucky Rabbit. | [ 69 ]                         |
| 1931 | Na plaży                                            | T         |           | Myszka Miki (głos)                                                   | Seria Mickey Mouse | [ 58 ]                         |
| 1931 | Szaleństwa Myszki Miki                              | T         |           | Myszka Miki (głos)                                                   | Seria Mickey Mouse | [ 58 ]                         |
| 1931 | Mickey’s Orphans                                    | T         |           | Myszka Miki (głos)                                                   | Seria Mickey Mouse, nominacja do Oscara za najlepszy krótkometrażowy film animowany | [ 58 ]                         |
| 1931 | Brzydkie kaczątko                                   | T         |           |                                                                      | Seria Silly Symphonies | [ 70 ]                         |
| 1932 | Sklep z ptakami                                     | T         |           | papuga (głos)                                                        | Seria Silly Symphonies | [ 71 ]                         |
| 1932 | Polowanie na kaczki                                 | T         |           | Myszka Miki (głos)                                                   | Seria Mickey Mouse | [ 58 ]                         |
| 1932 | Zakupy w sklepie spożywczym                         | T         |           | Myszka Miki (głos)                                                   | Seria Mickey Mouse | [ 58 ]                         |
| 1932 | Wściekły pies                                       | T         |           | Myszka Miki, Czarny Piotruś (głos)                                   | Seria Mickey Mouse | [ 58 ]                         |
| 1932 | Olimpiada w zagrodzie                               | T         |           | Myszka Miki (głos)                                                   | Seria Mickey Mouse | [ 58 ]                         |
| 1932 | Rewia Myszki Miki                                   | T         |           | Myszka Miki (głos)                                                   | Seria Mickey Mouse, nieoficjalny debiut Goofy’ego. | [ 58 ] [ 72 ]                  |
| 1932 | Misie i pszczoły                                    | T         |           |                                                                      | Seria Silly Symphonies | [ 73 ]                         |
| 1932 | Muzykalny farmer                                    | T         |           | Myszka Miki (głos)                                                   | Seria Mickey Mouse | [ 58 ]                         |
| 1932 | Miki w Arabii                                       | T         |           | Myszka Miki (głos)                                                   | Seria Mickey Mouse | [ 58 ]                         |
| 1932 | Kwiaty i drzewa                                     | T         |           | sowa (głos)                                                          | Seria Silly Symphonies, pierwszy kolorowy film Disneya, pierwsza animacja w systemie Technicolor. Oscar za najlepszy krótkometrażowy film animowany. Pierwszy Oscar Disneya. | [ 74 ] [ 75 ]                  |
| 1932 | Po prostu psy                                       | T         |           |                                                                      | Seria Silly Symphonies. Występ psa Pluto. | [ 76 ]                         |
| 1932 | Koszmarny sen Myszki Miki                           | T         |           | Myszka Miki (głos)                                                   | Seria Mickey Mouse, debiut Mordka i Ferdka. Częściowy remake filmu Poor Papa z serii Oswald the Lucky Rabbit. | [ 77 ] [ 78 ]                  |
| 1932 | Miki handlarzem                                     | T         |           | Myszka Miki (głos)                                                   | Seria Mickey Mouse | [ 58 ]                         |
| 1932 | Król Neptun                                         | T         |           |                                                                      | Seria Silly Symphonies | [ 79 ]                         |
| 1932 | Komiczne przyjęcie                                  | T         |           | Myszka Miki (głos)                                                   | Seria Mickey Mouse | [ 58 ]                         |
| 1932 | Bugs in Love                                        | T         |           |                                                                      | Seria Silly Symphonies. Ostatni czarno-biały film z serii. | [ 80 ]                         |
| 1932 | Miki piłkarzem                                      | T         |           | Myszka Miki (głos)                                                   | Seria Mickey Mouse | [ 81 ]                         |
| 1932 | Swawolne kanarki                                    | T         |           | Myszka Miki (głos)                                                   | Seria Mickey Mouse | [ 81 ]                         |
| 1932 | W Klondike                                          | T         |           | Myszka Miki (głos)                                                   | Seria Mickey Mouse | [ 81 ]                         |
| 1932 | Parade of the Award Nominees                        | T         | T         |                                                                      | Ekskluzywna animacja dla 5. ceremonii wręczenia Oscarów; debiut Myszek Mikiego i Minnie, Klarabelli i psa Pluta w kolorze | [ 82 ]                         |
| 1932 | Dzieci w lesie                                      | T         |           |                                                                      | Seria Silly Symphonies | [ 83 ]                         |
| 1932 | Warsztat Świętego Mikołaja                          | T         |           | elf (głos)                                                           | Seria Silly Symphonies | [ 84 ]                         |
| 1932 | Dobry uczynek Myszki Miki                           | T         |           | Myszka Miki (głos)                                                   | Seria Mickey Mouse | [ 81 ]                         |
| 1933 | Building a Building                                 | T         |           | Myszka Miki (głos)                                                   | Seria Mickey Mouse; remake filmu The Sky Scrapper z serii Oswald the Lucky Rabbit. Nominacja do Oscara za najlepszy krótkometrażowy film animowany. | [ 85 ]                         |
| 1933 | Szalony lekarz                                      | T         |           | Myszka Miki (głos)                                                   | Seria Mickey Mouse | [ 81 ]                         |
| 1933 | Pies Pluto kumplem Myszki Miki                      | T         |           | Myszka Miki (głos)                                                   | Seria Mickey Mouse | [ 81 ]                         |
| 1933 | Ptaki na wiosnę                                     | T         |           |                                                                      | Seria Silly Symphonies | [ 86 ]                         |
| 1933 | Melodramat Myszki Miki                              | T         |           | Myszka Miki (głos)                                                   | Seria Mickey Mouse | [ 81 ]                         |
| 1933 | Stare dobre czasy                                   | T         |           | Myszka Miki (głos)                                                   | Seria Mickey Mouse; remake filmu Oh, What a Knight z serii Oswald the Lucky Rabbit | [ 85 ]                         |
| 1933 | Arka Noego                                          | T         |           |                                                                      | Seria Silly Symphonies | [ 87 ]                         |
| 1933 | Poczta lotnicza                                     | T         |           | Myszka Miki (głos)                                                   | Seria Mickey Mouse | [ 81 ]                         |
| 1933 | Trzy małe świnki                                    | T         |           |                                                                      | Seria Silly Symphonies, debiut Trzech Świnek i Wilka Bardzozłego. Oscar za najlepszy krótkometrażowy film animowany | [ 88 ] [ 89 ] [ 75 ]           |
| 1933 | Robot Myszki Miki                                   | T         |           | Myszka Miki (głos)                                                   | Seria Mickey Mouse | [ 81 ]                         |
| 1933 | Premiera Myszki Miki                                | T         |           | Myszka Miki (głos)                                                   | Seria Mickey Mouse | [ 81 ]                         |
| 1933 | Na dworze króla Kapusty                             | T         |           |                                                                      | Seria Silly Symphonies | [ 90 ]                         |
| 1933 | Szczenięca miłość                                   | T         |           | Myszka Miki (głos)                                                   | Seria Mickey Mouse. Debiut Fifi. | [ 81 ] [ 91 ]                  |
| 1933 | Kraina kołysanek                                    | T         |           |                                                                      | Seria Silly Symphonies | [ 92 ]                         |
| 1933 | Grajek z Hamelin                                    | T         |           |                                                                      | Seria Silly Symphonies | [ 93 ]                         |
| 1933 | Wyścigi z przeszkodami                              | T         |           | Myszka Miki (głos)                                                   | Seria Mickey Mouse | [ 81 ]                         |
| 1933 | Sklep ze zwierzakami                                | T         |           | Myszka Miki (głos)                                                   | Seria Mickey Mouse | [ 81 ]                         |
| 1933 | Kraina olbrzyma                                     | T         |           | Myszka Miki (głos)                                                   | Seria Mickey Mouse | [ 81 ]                         |
| 1933 | Wigilia Bożego Narodzenia                           | T         |           |                                                                      | Seria Silly Symphonies, cameo Myszki Miki jako zabawka | [ 94 ]                         |
| 1934 | Sklep z porcelaną                                   | T         |           |                                                                      | Seria Silly Symphonies | [ 95 ]                         |
| 1934 | Porwani                                             | T         |           | Myszka Miki (głos)                                                   | Seria Mickey Mouse | [ 81 ]                         |
| 1934 | Konik polny i mrówki                                | T         |           |                                                                      | Seria Silly Symphonies | [ 96 ]                         |
| 1934 | Na kempingu                                         | T         |           | Myszka Miki (głos)                                                   | Seria Mickey Mouse | [ 81 ]                         |
| 1934 | Rozbrykany pies Pluto                               | T         |           | Myszka Miki (głos)                                                   | Seria Mickey Mouse | [ 81 ]                         |
| 1934 | Pisankowy świat                                     | T         |           |                                                                      | Seria Silly Symphonies | [ 97 ]                         |
| 1934 | Wilk Bardzozły                                      | T         |           |                                                                      | Seria Silly Symphonies, kontynuacja Trzech małych świnek | [ 98 ]                         |
| 1934 | Mądra kurka                                         | T         |           |                                                                      | Seria Silly Symphonies, debiut Kaczora Donalda | [ 99 ]                         |
| 1934 | Miki Guliwerem                                      | T         |           | Myszka Miki (głos)                                                   | Seria Mickey Mouse | [ 81 ]                         |
| 1934 | The Hot Choc-late Soldiers                          | T         | T         |                                                                      | segment dla filmu Tu rządzi humor wytwórni Metro-Goldwyn-Mayer | [ 100 ]                        |
| 1934 | Mickey’s Steam Roller                               | T         |           | Myszka Miki (głos)                                                   | Seria Mickey Mouse | [ 81 ]                         |
| 1934 | Latająca mysz                                       | T         |           |                                                                      | Seria Silly Symphonies | [ 101 ]                        |
| 1934 | Benefis dla sierot                                  | T         |           |                                                                      | Seria Mickey Mouse, debiut Kwarelli Dziobak, oficjalny debiut Goofy’ego. | [ 81 ] [ 102 ]                 |
| 1934 | Osobliwe pingwiny                                   | T         |           |                                                                      | Seria Silly Symphonies | [ 103 ]                        |
| 1934 | Miki tatusiem                                       | T         |           | Myszka Miki (głos)                                                   | Seria Mickey Mouse | [ 81 ]                         |
| 1934 | Bogini wiosny                                       | T         |           |                                                                      | Seria Silly Symphonies | [ 104 ]                        |
| 1934 | Porywacz psów                                       | T         |           |                                                                      | Seria Mickey Mouse | [ 81 ]                         |
| 1934 | Miki Rewolwerowiec                                  | T         |           | Myszka Miki (głos)                                                   | Seria Mickey Mouse | [ 81 ]                         |
| 1935 | Żółw i zając                                        | T         |           |                                                                      | Seria Silly Symphonies. Oscar za najlepszy krótkometrażowy film animowany | [ 105 ] [ 75 ]                 |
| 1935 | Mickey’s Man Friday                                 | T         |           | Myszka Miki (głos)                                                   | Seria Mickey Mouse | [ 106 ]                        |
| 1935 | Koncert orkiestry dętej                             | T         |           |                                                                      | Seria Mickey Mouse. Debiut serii w kolorze. | [ 106 ]                        |
| 1935 | Stacja obsługi samochodów Myszki Miki               | T         |           | Myszka Miki (głos)                                                   | Seria Mickey Mouse | [ 106 ]                        |
| 1935 | Złoty Dotyk                                         | T         | T         |                                                                      | Seria Silly Symphonies. Ostatni film reżyserowany osobiście przez Disneya. | [ 107 ]                        |
| 1935 | Kangur Myszki Miki                                  | T         |           | Myszka Miki (głos)                                                   | Seria Mickey Mouse | [ 106 ]                        |
| 1935 | Koci rabuś                                          | T         |           |                                                                      | Seria Silly Symphonies | [ 108 ]                        |
| 1935 | Wodne dzieci                                        | T         |           |                                                                      | Seria Silly Symphonies | [ 109 ]                        |
| 1935 | Ciasteczkowy karnawał                               | T         |           |                                                                      | Seria Silly Symphonies | [ 110 ]                        |
| 1935 | Who Killed Cock Robin?                              | T         |           |                                                                      | Seria Silly Symphonies. Nominacja do Oscara za najlepszy krótkometrażowy film animowany. | [ 111 ]                        |
| 1935 | Ogród Myszki Miki                                   | T         |           | Myszka Miki (głos)                                                   | Seria Mickey Mouse | [ 106 ]                        |
| 1935 | Straż pożarna Mikiego                               | T         |           | Myszka Miki (głos)                                                   | Seria Mickey Mouse | [ 106 ]                        |
| 1935 | Sądny dzień psa Pluto                               | T         |           | Myszka Miki (głos)                                                   | Seria Mickey Mouse | [ 106 ]                        |
| 1935 | Na lodowisku                                        | T         |           | Myszka Miki (głos)                                                   | Seria Mickey Mouse | [ 106 ]                        |
| 1935 | Kraina muzyki                                       | T         |           |                                                                      | Seria Silly Symphonies | [ 112 ]                        |
| 1935 | Trzy kociaki                                        | T         |           |                                                                      | Seria Silly Symphonies. Oscar za najlepszy krótkometrażowy film animowany. | [ 113 ] [ 75 ]                 |
| 1935 | Kogut mistrz ringu                                  | T         |           |                                                                      | Seria Silly Symphonies | [ 114 ]                        |
| 1935 | Zepsute zabawki                                     | T         |           |                                                                      | Seria Silly Symphonies | [ 115 ]                        |
| 1936 | Miki i jego drużyna polo                            | T         |           |                                                                      | Seria Mickey Mouse. Gościnne występy Latającej Myszy i jego matki, pingwinów Petera i Polly, Mądrej kurki, Zająca Maxa, króla Midasa, Złotka, Trzech świnek, kota Ambrożego, Brudnego Billa, Cock Robina i Jenny Wren z Silly Symphonies                                                  | [ 106 ]                        |
| 1936 | Orphan's Picnic                                     | T         |           | Myszka Miki (głos)                                                   | Seria Mickey Mouse | [ 106 ]                        |
| 1936 | Miki wystawia operę                                 | T         |           | Myszka Miki (głos)                                                   | Seria Mickey Mouse | [ 106 ]                        |
| 1936 | Słoń Elmer                                          | T         |           |                                                                      | Seria Silly Symphonies | [ 116 ]                        |
| 1936 | Trzy wilczki                                        | T         |           |                                                                      | Seria Silly Symphonies, kontynuacja Wilka Bardzozłego | [ 117 ]                        |
| 1936 | Po drugiej stronie lustra                           | T         |           |                                                                      | Seria Mickey Mouse | [ 106 ]                        |
| 1936 | Rywal Mikiego                                       | T         |           | Myszka Miki (głos)                                                   | Seria Mickey Mouse. Debiut Mortimera. | [ 106 ] [ 118 ]                |
| 1936 | Dzień przeprowadzki                                 | T         |           | Myszka Miki (głos)                                                   | Seria Mickey Mouse | [ 106 ]                        |
| 1936 | Alpiniści                                           | T         |           | Myszka Miki (głos)                                                   | Seria Mickey Mouse. Debiut Malucha. | [ 106 ] [ 119 ]                |
| 1936 | Cyrk Myszki Miki                                    | T         |           | Myszka Miki (głos)                                                   | Seria Mickey Mouse | [ 106 ]                        |
| 1936 | Powrót żółwia Toby’ego                              | T         |           |                                                                      | Seria Silly Symphonies, kontynuacja Żółwia i zająca. Gościnne występy Trzech Małych świnek i Wilka Bardzozłego, Słonia Elmera, Tygrysiczki Tillie z Słonia Elmera, Jenny Wren i Kukułki z Who Killed Cock Robin?, Kaczora Donalda, Brudnego Billa z Kociego Rabusia, Goofy’ego i Horacego | [ 120 ]                        |
| 1936 | Donald i Pluto                                      | T         |           |                                                                      | Seria Mickey Mouse; mimo tytułu serii nie występuje tu Myszka Miki. Pierwszy samodzielny film Kaczora Donalda. | [ 106 ] [ 121 ]                |
| 1936 | Trzej ślepi myszkieterowie                          | T         |           |                                                                      | Seria Silly Symphonies | [ 122 ]                        |
| 1936 | Słonik Mikiego                                      | T         |           | Myszka Miki (głos)                                                   | Seria Mickey Mouse | [ 106 ]                        |
| 1936 | Kuzyn ze wsi                                        | T         |           |                                                                      | Seria Silly Symphonies. Oscar za najlepszy krótkometrażowy film animowany. | [ 123 ] [ 75 ]                 |
| 1936 | Mother Pluto                                        | T         |           |                                                                      | Seria Silly Symphonies; oryginalnie planowany jako film z serii Mickey Mouse. Pierwszy samodzielny film psa Pluto. | [ 124 ]                        |
| 1936 | Więcej kotków                                       | T         |           |                                                                      | Seria Silly Symphonies. Kontynuacja Trzech kociaków. | [ 125 ]                        |
| 1937 | Obróci się to przeciw tobie                         | T         |           | Myszka Miki (głos)                                                   | Seria Mickey Mouse | [ 106 ]                        |
| 1937 | Don Donald                                          | T         |           |                                                                      | Seria Mickey Mouse; mimo tytułu serii nie występuje tu Myszka Miki. Oryginalnie planowany jako film z serii Silly Symphonies. | [ 126 ] [ 127 ] [ 128 ]        |
| 1937 | Miki magikiem                                       | T         |           | Myszka Miki (głos)                                                   | Seria Mickey Mouse | [ 106 ]                        |
| 1937 | Leśna kawiarnia                                     | T         |           |                                                                      | Seria Silly Symphonies | [ 129 ]                        |
| 1937 | Koncert amatorów                                    | T         |           | Myszka Miki (głos)                                                   | Seria Mickey Mouse | [ 106 ]                        |
| 1937 | Łowcy łosi                                          | T         |           | Myszka Miki (głos)                                                   | Seria Mickey Mouse | [ 106 ]                        |
| 1937 | Mały Hiawatha                                       | T         |           |                                                                      | Seria Silly Symphonies. Debiut Hiawathy. | [ 130 ] [ 131 ]                |
| 1937 | Nowoczesne wynalazki                                | T         |           |                                                                      | Seria Mickey Mouse; mimo tytułu serii nie występuje tu Myszka Miki. | [ 128 ]                        |
| 1937 | Hawajskie wakacje                                   | T         |           | Myszka Miki (głos)                                                   | Seria Mickey Mouse | [ 132 ]                        |
| 1937 | Stary młyn                                          | T         |           |                                                                      | Seria Silly Symphonies. Pierwsze zastosowanie kamery wieloplanowej w Walt Disney Productions. Oscar za najlepszy krótkometrażowy film animowany. | [ 133 ] [ 75 ]                 |
| 1937 | Czyściciele zegarów                                 | T         |           | Myszka Miki (głos)                                                   | Seria Mickey Mouse | [ 132 ]                        |
| 1937 | Pluto i jego rodzinka                               | T         |           |                                                                      | Pierwszy film z serii Pluto | [ 132 ]                        |
| 1937 | Delikatna przesyłka                                 | T         |           |                                                                      | Pierwszy film z serii Donald Duck. Debiut strusia Hortensji. | [ 132 ] [ 131 ]                |
| 1937 | Samotne duchy                                       | T         |           | Myszka Miki (głos)                                                   | Seria Mickey Mouse | [ 132 ]                        |
| 1938 | Samokontrola                                        | T         |           |                                                                      | Seria Donald Duck | [ 132 ]                        |
| 1938 | Budowanie łodzi                                     | T         |           |                                                                      | Seria Mickey Mouse | [ 132 ]                        |
| 1938 | Lepsze Ja Donalda                                   | T         |           |                                                                      | Seria Donald Duck | [ 132 ]                        |
| 1938 | Moth and the Flame                                  | T         |           |                                                                      | Seria Silly Symphonies | [ 134 ]                        |
| 1938 | Siostrzeńcy Donalda                                 | T         |           |                                                                      | Seria Donald Duck. Debiut filmowy Hyzia, Dyzia i Zyzia. | [ 132 ] [ 119 ]                |
| 1938 | W przyczepie Mikiego                                | T         |           | Myszka Miki (głos)                                                   | Seria Mickey Mouse | [ 132 ]                        |
| 1938 | Wynken, Blynken i Nod                               | T         |           |                                                                      | Seria Silly Symphonies | [ 135 ]                        |
| 1938 | Traperzy z północy                                  | T         |           |                                                                      | Pierwszy film z serii Donald and Goofy | [ 132 ] [ 136 ]                |
| 1938 | Życie Skauta                                        | T         |           |                                                                      | Seria Donald Duck. Nominacja do Oscara za najlepszy krótkometrażowy film animowany. | [ 132 ]                        |
| 1938 | Polowanie na lisa                                   | T         |           |                                                                      | Seria Donald and Goofy; remake filmu pod tym samym tytułem z serii Silly Symphonies. Cameo Myszek Mikiego i Minnie, Horacego i Kwarelli Dziobak. | [ 132 ] [ 69 ]                 |
| 1938 | Wielorybnicy                                        | T         |           |                                                                      | Seria Mickey Mouse | [ 132 ]                        |
| 1938 | Dzielny krawczyk                                    | T         |           | Myszka Miki (głos)                                                   | Seria Mickey Mouse. Nominacja do Oscara za najlepszy krótkometrażowy film animowany. | [ 132 ]                        |
| 1938 | Podwórkowa symfonia                                 | T         |           |                                                                      | Seria Silly Symphonies | [ 137 ]                        |
| 1938 | Papuga Myszki Miki                                  | T         |           | Myszka Miki, papuga (głos)                                           | Seria Mickey Mouse | [ 132 ]                        |
| 1938 | Gra w golfa                                         | T         |           |                                                                      | Seria Donald Duck | [ 132 ]                        |
| 1938 | Byczek Fernando                                     | T         |           | matka Fernanda (głos)                                                | Oryginalnie planowany jako film z serii Silly Symphonies; ostatecznie wydany jako samodzielny film. Oscar za najlepszy krótkometrażowy film animowany. | [ 138 ] [ 139 ] [ 75 ]         |
| 1938 | Mother Goose Goes Hollywood                         | T         |           |                                                                      | Seria Silly Symphonies, występ gościnny Kaczora Donalda. Nominacja do Oscara za najlepszy krótkometrażowy film animowany | [ 140 ]                        |
| 1939 | Szczęśliwy dzień Donalda                            | T         |           |                                                                      | Seria Donald Duck | [ 132 ]                        |
| 1939 | Pluto bohater                                       | T         |           | Myszka Miki (głos)                                                   | Seria Mickey Mouse | [ 132 ]                        |
| 1939 | Mickey’s Surprise Party                             | T         |           | Myszka Miki (głos)                                                   | Seria Mickey Mouse. Ekskluzywna animacja na zlecenie National Biscuit Company, prezentowana m.in. na Wystawę Światową w Nowym Jorku w 1939 roku. Pierwszy sponsorowana produkcja Walt Disney Productions.                                                                                 | [ 141 ]                        |
| 1939 | Praktyczna świnka                                   | T         |           |                                                                      | Seria Silly Symphonies, kontynuacja Trzech wilczków. Ostatni film z udziałem Trzech świnek i Wilka Bardzozłego. | [ 143 ]                        |
| 1939 | Goofy i Wilbur                                      | T         |           |                                                                      | Pierwszy z serii Goofy, pierwszy samodzielny występ Goofy’ego. | [ 144 ]                        |
| 1939 | The Ugly Duckling                                   | T         |           |                                                                      | Ostatni film z serii Silly Symphonies. Oscar za najlepszy krótkometrażowy film animowany. | [ 145 ] [ 75 ]                 |
| 1939 | Piknik na plaży                                     | T         |           |                                                                      | Seria Donald Duck | [ 132 ]                        |
| 1939 | Mistrz hokeja                                       | T         |           |                                                                      | Seria Donald Duck | [ 132 ]                        |
| 1939 | Kuzyn Kaczora Donalda                               | T         |           |                                                                      | Seria Donald Duck; debiut filmowy Gęgula Gęga. | [ 132 ] [ 119 ]                |
| 1939 | Pingwin Kaczora Donalda                             | T         |           |                                                                      | Seria Donald Duck | [ 132 ]                        |
| 1939 | Morscy skauci                                       | T         |           |                                                                      | Seria Donald Duck | [ 132 ]                        |
| 1939 | Pies myśliwski                                      | T         |           | Myszka Miki (głos)                                                   | Seria Mickey Mouse. Nominacja do Oscara za najlepszy krótkometrażowy film animowany. | [ 132 ]                        |
| 1939 | Łowca autografów                                    | T         |           |                                                                      | Seria Donald Duck | [ 132 ]                        |
| 1939 | Donald na służbie                                   | T         |           |                                                                      | Seria Donald Duck | [ 132 ]                        |
| 1940 | Nitownica                                           | T         |           |                                                                      | Seria Donald Duck | [ 146 ]                        |
| 1940 | Myjnia dla psów                                     | T         |           |                                                                      | Seria Donald Duck | [ 146 ]                        |
| 1940 | Akcja ratunkowa                                     | T         |           | Myszka Miki (głos)                                                   | Seria Mickey Mouse | [ 146 ]                        |
| 1940 | Plakaciarze                                         | T         |           |                                                                      | Seria Donald and Goofy | [ 146 ] [ 136 ]                |
| 1940 | Pan Kaczor ma randkę                                | T         |           |                                                                      | Seria Donald Duck. Debiut Kaczki Daisy | [ 146 ] [ 119 ]                |
| 1940 | Kłopoty z kością                                    | T         |           |                                                                      | Seria Pluto. Debiut Butcha. | [ 146 ] [ 91 ]                 |
| 1940 | Kłopoty to ich specjalność                          | T         |           |                                                                      | Seria Donald Duck | [ 146 ]                        |
| 1940 | Wakacje Donalda                                     | T         |           |                                                                      | Seria Donald Duck | [ 146 ]                        |
| 1940 | Pluto śni o domu                                    | T         |           | Myszka Miki (głos)                                                   | Seria Mickey Mouse | [ 146 ]                        |
| 1940 | The Volunteer Worker                                | T         |           |                                                                      | Seria Donald Duck. Film na zlecenie Community Chests of America | [ 141 ]                        |
| 1940 | Mycie okien                                         | T         |           |                                                                      | Seria Donald Duck | [ 146 ]                        |
| 1940 | Pan Myszka Miki wybiera się w podróż                | T         |           | Myszka Miki (głos)                                                   | Seria Mickey Mouse | [ 146 ]                        |
| 1940 | Szybowiec Goofy’ego                                 | T         |           |                                                                      | Seria Goofy | [ 146 ]                        |
| 1940 | Główny strażak                                      | T         |           |                                                                      | Seria Donald Duck | [ 146 ]                        |
| 1940 | Rabuś spiżarnialny                                  | T         |           |                                                                      | Seria Pluto | [ 146 ]                        |
| 1941 | Drewno                                              | T         |           |                                                                      | Seria Donald Duck | [ 146 ]                        |
| 1941 | Towarzysz zabaw psa Pluto                           | T         |           |                                                                      | Seria Pluto | [ 146 ]                        |
| 1941 | Trąbka powietrzna                                   | T         |           | Myszka Miki (głos)                                                   | Seria Mickey Mouse | [ 146 ]                        |
| 1941 | Złote jaja                                          | T         |           |                                                                      | Seria Donald Duck | [ 146 ]                        |
| 1941 | Lokaj dżentelmena                                   | T         |           | Myszka Miki (głos)                                                   | Seria Mickey Mouse | [ 146 ]                        |
| 1941 | Pogromca kufra                                      | T         |           |                                                                      | Seria Goofy | [ 146 ]                        |
| 1941 | Uśmiech za grosik                                   | T         |           |                                                                      | Seria Donald Duck | [ 146 ]                        |
| 1941 | Pies do golfa                                       | T         |           | Myszka Miki (głos)                                                   | Seria Mickey Mouse | [ 146 ]                        |
| 1941 | Piękne czasy pradziadków                            | T         |           | Myszka Miki (głos)                                                   | Seria Mickey Mouse | [ 146 ]                        |
| 1941 | Wcześniej do łóżka położę się                       | T         |           |                                                                      | Seria Donald Duck | [ 146 ]                        |
| 1941 | Donald stróż porządku                               | T         |           |                                                                      | Seria Donald Duck. Nominacja do Oscara za najlepszy krótkometrażowy film animowany. | [ 146 ]                        |
| 1941 | Benefis dla sierot                                  | T         |           | Myszka Miki (głos)                                                   | Seria Mickey Mouse; remake filmu pod tym samym tytułem z tej samej serii. | [ 146 ]                        |
| 1941 | Stary MacDonald                                     | T         |           |                                                                      | Seria Donald Duck | [ 146 ]                        |
| 1941 | Pomocna łapa                                        | T         |           | Myszka Miki (głos)                                                   | Seria Mickey Mouse. Oscar za najlepszy krótkometrażowy film animowany. | [ 146 ] [ 75 ]                 |
| 1941 | Polowanie z aparatem                                | T         |           |                                                                      | Seria Donald Duck | [ 146 ]                        |
| 1941 | Narciarstwo                                         | T         |           |                                                                      | Seria Goofy | [ 146 ]                        |
| 1941 | Donald kucharzem                                    | T         |           |                                                                      | Seria Donald Duck | [ 146 ]                        |
| 1941 | Oszczędna świnka                                    | T         |           |                                                                      | Film propagandowy na zlecenie National Film Board of Canada. Przeróbka Trzech małych świnek |                                |
| 1941 | 7 Wise Dwarfs                                       | T         |           |                                                                      | Film propagandowy na zlecenie National Film Board of Canada z udziałem krasnoludków z Królewny Śnieżki i siedmiu krasnoludków. | [ 147 ]                        |
| 1941 | Sztuka samoobrony                                   | T         |           |                                                                      | Seria Goofy | [ 146 ]                        |
| 1942 | Donald’s Decision                                   | T         |           |                                                                      | Film propagandowy na zlecenie National Film Board of Canada z udziałem Kaczora Donalda. Przeróbka Samokontroli i Lepsze Ja Donalda. | [ 141 ]                        |
| 1942 | All Together                                        | T         |           |                                                                      | Film propagandowy na zlecenie National Film Board of Canada. | [ 141 ]                        |
| 1942 | Wiejska kuźnia                                      | T         |           |                                                                      | Seria Donald Duck | [ 146 ]                        |
| 1942 | The New Spirit                                      | T         |           |                                                                      | Seria Donald Duck. Film propagandowy na zlecenie Departamentu Skarbu Stanów Zjednoczonych. Nominacja do Oscara za najlepszy film dokumentalny. | [ 141 ]                        |
| 1942 | Miki obchodzi urodziny                              | T         |           |                                                                      | Seria Mickey Mouse | [ 146 ]                        |
| 1942 | Pluto Junior                                        | T         |           |                                                                      | Seria Pluto | [ 146 ]                        |
| 1942 | Godzina symfonii                                    | T         |           |                                                                      | Seria Mickey Mouse. Ostatni występ Horacego, Klarabelli i Kwarelli Dziobak w serii. | [ 146 ]                        |
| 1942 | Stop That Tank!                                     | T         |           |                                                                      | Film treningowy na zlecenie National Film Board of Canada | [ 148 ]                        |
| 1942 | Śnieżna bitwa                                       | T         |           |                                                                      | Seria Donald Duck | [ 146 ]                        |
| 1942 | Donald idzie do wojska                              | T         |           |                                                                      | Seria Donald Duck | [ 146 ]                        |
| 1942 | Wojskowa maskotka                                   | T         |           |                                                                      | Seria Pluto | [ 146 ]                        |
| 1942 | Ogród Donalda                                       | T         |           |                                                                      | Seria Donald Duck | [ 146 ]                        |
| 1942 | Lunatyk                                             | T         |           |                                                                      | Seria Pluto | [ 146 ]                        |
| 1942 | Four Methods of Flush Riveting                      | T         |           |                                                                      | Film instruktażowy na zlecenie Lockheed Aircraft | [ 149 ]                        |
| 1942 | Food Will Win the War                               | T         |           |                                                                      | Film propagandowy na zlecenie Departamentu Rolnictwa Stanów Zjednoczonych | [ 141 ]                        |
| 1942 | Kopalnia złota                                      | T         |           |                                                                      | Seria Donald Duck | [ 150 ]                        |
| 1942 | Out of the Frying Pan Into the Firing Line          | T         |           |                                                                      | Film propagandowy na zlecenie Conservative Division of the War Productions Board z udziałem Pluta i Myszki Minnie | [ 151 ]                        |
| 1942 | Kość dla dwóch                                      | T         |           |                                                                      | Seria Pluto | [ 150 ]                        |
| 1942 | Nauka gry w baseball                                | T         |           |                                                                      | Seria Goofy | [ 150 ]                        |
| 1942 | Znikający szeregowiec                               | T         |           |                                                                      | Seria Donald Duck | [ 150 ]                        |
| 1942 | Mistrz olimpijski                                   | T         |           |                                                                      | Seria Goofy | [ 150 ]                        |
| 1942 | Nauka pływania                                      | T         |           |                                                                      | Seria Donald Duck | [ 150 ]                        |
| 1942 | Donald spadochroniarzem                             | T         |           |                                                                      | Seria Donald Duck | [ 150 ]                        |
| 1942 | Pluto w zoo                                         | T         |           |                                                                      | Seria Pluto | [ 150 ]                        |
| 1942 | Nauka wędkowania                                    | T         |           |                                                                      | Seria Goofy | [ 150 ]                        |
| 1942 | Donald chłopiec hotelowy                            | T         |           |                                                                      | Seria Donald Duck | [ 150 ]                        |
| 1943 | Der Fuehrer’s Face                                  | T         |           |                                                                      | Seria Donald Duck. Oscar za najlepszy krótkometrażowy film animowany. | [ 150 ] [ 75 ]                 |
| 1943 | The Grain That Built a Hemisphere                   | T         |           |                                                                      | Film edukacyjny na zlecenie Biura Koordynatora ds. Spraw Międzyamerykańskich. Nominacja do Oscara za najlepszy film dokumentalny. | [ 152 ]                        |
| 1943 | The Spirit of ’43                                   | T         |           |                                                                      | Seria Donald Duck. Film propagandowy na zlecenie War Activities Committee. | [ 151 ]                        |
| 1943 | Education for Death                                 | T         |           |                                                                      | Film propagandowy | [ 150 ]                        |
| 1943 | Kłopoty z oponą                                     | T         |           |                                                                      | Seria Donald Duck | [ 150 ]                        |
| 1943 | Pluto i armadillo                                   | T         |           | Myszka Miki (głos)                                                   | Seria Mickey Mouse. Pierwotnie planowany jako część Saludos Amigos | [ 150 ]                        |
| 1943 | Latający gruchot                                    | T         |           |                                                                      | Seria Donald Duck | [ 150 ]                        |
| 1943 | Żołnierz Pluto                                      | T         |           |                                                                      | Seria Pluto | [ 150 ]                        |
| 1943 | Trudy służby                                        | T         |           |                                                                      | Seria Donald Duck | [ 150 ]                        |
| 1943 | Water, Friend or Enemy                              | T         |           |                                                                      | Film edukacyjny-propagandowy na zlecenie Biura Koordynatora ds. Spraw Międzyamerykańskich | [ 151 ]                        |
| 1943 | Zwycięskie pojazdy                                  | T         |           |                                                                      | Seria Goofy | [ 150 ]                        |
| 1943 | Reason and Emotion                                  | T         |           |                                                                      | Nominacja do Oscara za najlepszy krótkometrażowy film animowany. | [ 150 ]                        |
| 1943 | Figaro i Cleo                                       | T         |           |                                                                      | Pierwszy samodzielny występ kota Figaro z filmu Pinokio | [ 150 ] [ 153 ]                |
| 1943 | Podstęp żołnierza                                   | T         |           |                                                                      | Seria Donald Duck | [ 150 ]                        |
| 1943 | The Winged Scourge                                  | T         |           |                                                                      | Film edukacyjny na zlecenie Biura Koordynatora ds. Spraw Międzyamerykańskich | [ 154 ]                        |
| 1943 | Obrona przeciwlotnicza                              | T         |           |                                                                      | Seria Donald Duck | [ 150 ]                        |
| 1943 | Kurczak Mały                                        | T         |           |                                                                      | Film propagandowy | [ 150 ]                        |
| 1944 | The Pelican and the Snipe                           | T         |           |                                                                      | Pierwotnie planowany jako część Trzech Caballeros. | [ 150 ]                        |
| 1944 | Nauka żeglowania                                    | T         |           |                                                                      | Seria Goofy | [ 150 ]                        |
| 1944 | Kłopotliwy puzonista                                | T         |           |                                                                      | Seria Donald Duck | [ 150 ]                        |
| 1944 | Nauka gry w golfa                                   | T         |           |                                                                      | Seria Goofy | [ 150 ]                        |
| 1944 | Kaczor Donald i Goryl                               | T         |           |                                                                      | Seria Donald Duck | [ 150 ]                        |
| 1944 | Niezupełnie kondor                                  | T         |           |                                                                      | Seria Donald Duck | [ 150 ]                        |
| 1944 | Akcja specjalna Donalda                             | T         |           |                                                                      | Seria Donald Duck | [ 150 ]                        |
| 1944 | Wiosna dla Pluta                                    | T         |           |                                                                      | Seria Pluto | [ 150 ]                        |
| 1944 | Jak wykorzystać plastik                             | T         |           |                                                                      | Seria Donald Duck | [ 150 ]                        |
| 1944 | Tuberculosis                                        | T         |           |                                                                      | Film na zlecenie Biura Koordynatora ds. Spraw Międzyamerykańskich | [ 155 ]                        |
| 1944 | Jak grać w futbol amerykański                       | T         |           |                                                                      | Seria Goofy. Nominacja do Oscara za najlepszy krótkometrażowy film animowany. | [ 150 ]                        |
| 1944 | Pierwsza pomoc                                      | T         |           |                                                                      | Seria Pluto | [ 150 ]                        |
| 1944 | Voting for Service Men Overseas                     | T         |           |                                                                      | Odcinek serii Few Quick Facts zleconej przez United States Army. Jeden z dwóch odcinków stworzonych przez Walt Disney Productions. | [ 156 ]                        |
| 1944 | Venereal Disease                                    | T         |           |                                                                      | Odcinek serii Few Quick Facts zleconej przez United States Army. Jeden z dwóch odcinków stworzonych przez Walt Disney Productions. Film uznawany za zaginiony. | [ 157 ]                        |
| 1944 | Dzień wolny                                         | T         |           |                                                                      | Seria Donald Duck | [ 150 ]                        |
| 1945 | Oko w oko z tygrysem                                | T         |           |                                                                      | Seria Goofy | [ 150 ]                        |
| 1945 | Obibok                                              | T         |           |                                                                      | Seria Donald Duck | [ 150 ]                        |
| 1945 | Psia wachta                                         | T         |           |                                                                      | Seria Pluto | [ 150 ]                        |
| 1945 | The Right Spark Plug in the Right Place             | T         |           |                                                                      | Film instruktażowy na zlecenie Electric Auto-Line Co. | [ 151 ]                        |
| 1945 | Hipnoza                                             | T         |           |                                                                      | Seria Donald Duck | [ 150 ]                        |
| 1945 | Prevention and Control of Distortion in Arc Welding | T         |           |                                                                      | Film instruktażowy na zlecenie Lincoln Electric Co. | [ 151 ]                        |
| 1945 | Dziennik z Afryki                                   | T         |           |                                                                      | Seria Goofy | [ 150 ]                        |
| 1945 | The Dawn of Better Living                           | T         |           |                                                                      | Film instruktażowy na zlecenie Westinghouse Electric Co. | [ 151 ]                        |
| 1945 | Przestępstwo Donalda                                | T         |           |                                                                      | Seria Donald Duck. Nominacja do Oscara za najlepszy krótkometrażowy film animowany. | [ 150 ]                        |
| 1945 | Something You Didn’t Eat                            |           |           |                                                                      | Film edukacyjny na zlecenie War Food Administration | [ 151 ]                        |
| 1945 | Cleanliness Brings Health                           |           |           |                                                                      | Pierwszy film z serii edukacyjnej Health for America na zlecenie Biura Koordynatora ds. Spraw Międzyamerykańskich | [ 151 ]                        |
| 1945 | Albo do Kalifornii albo donikąd                     | T         |           |                                                                      | Seria Goofy | [ 158 ]                        |
| 1945 | Psi casanova                                        | T         |           |                                                                      | Seria Pluto | [ 158 ]                        |
| 1945 | Hold Your Horsepower                                |           |           |                                                                      | Film edukacyjny na zlecenie The Texas Company | [ 151 ]                        |
| 1945 | Infant Care and Feeding                             |           |           |                                                                      | Seria edukacyjna Health for America na zlecenie Biura Koordynatora ds. Spraw Międzyamerykańskich | [ 151 ]                        |
| 1945 | Insects as Carriers of Disease                      |           |           |                                                                      | Seria edukacyjna Health for America na zlecenie Biura Koordynatora ds. Spraw Międzyamerykańskich | [ 151 ]                        |
| 1945 | Kłopoty z wyobraźnią                                | T         |           |                                                                      | Seria Donald Duck | [ 158 ]                        |
| 1945 | How Disease Travels                                 |           |           |                                                                      | Seria edukacyjna Health for America na zlecenie Biura Koordynatora ds. Spraw Międzyamerykańskich | [ 151 ]                        |
| 1945 | The Unseen Enemy                                    |           |           |                                                                      | Seria edukacyjna Health for America na zlecenie Biura Koordynatora ds. Spraw Międzyamerykańskich. Znany również pod tytułem What is Disease? | [ 151 ]                        |
| 1945 | The Human Body                                      |           |           |                                                                      | Seria edukacyjna Health for America na zlecenie Biura Koordynatora ds. Spraw Międzyamerykańskich | [ 151 ]                        |
| 1945 | Legenda o Skale Kojota                              | T         |           |                                                                      | Seria Pluto | [ 158 ]                        |
| 1945 | Tuberculosis                                        | T         |           |                                                                      | Film edukacyjny na zlecenie Biura Koordynatora ds. Spraw Międzyamerykańskich |                                |
| 1945 | Zagubieni na morzu                                  | T         |           |                                                                      | Seria Donald and Goofy | [ 158 ] [ 136 ]                |
| 1945 | Niebezpieczny hokej                                 | T         |           |                                                                      | Seria Goofy | [ 158 ]                        |
| 1945 | Light Is What You Make It                           |           |           |                                                                      | Film edukacyjny na zlecenie National Better Light Better Sight Co. | [ 151 ]                        |
| 1945 | Uleczony Kaczor                                     | T         |           |                                                                      | Seria Donald Duck | [ 158 ]                        |
| 1945 | Psi patrol                                          | T         |           |                                                                      | Seria Pluto | [ 158 ]                        |
| 1945 | Stara sekwoja                                       | T         |           |                                                                      | Seria Donald Duck | [ 158 ]                        |
| 1946 | The ABC of Hand Tools                               | T         |           |                                                                      | Film na zlecenie General Motors | [ 151 ]                        |
| 1946 | Dzień dla rycerza                                   | T         |           |                                                                      | Seria Goofy | [ 158 ]                        |
| 1946 | Bathing Time for Baby                               | T         |           |                                                                      | Film edukacyjny sponsorowany przez Johnson & Johnson | [ 151 ]                        |
| 1946 | Environmental Sanitation                            | T         |           |                                                                      | Seria edukacyjna Health for America na zlecenie Biura Koordynatora ds. Spraw Międzyamerykańskich | [ 151 ]                        |
| 1946 | Planning for Good Eating                            | T         |           |                                                                      | Seria edukacyjna Health for America na zlecenie Biura Koordynatora ds. Spraw Międzyamerykańskich | [ 151 ]                        |
| 1946 | Braciszek psa Pluto                                 | T         |           |                                                                      | Seria Pluto | [ 158 ]                        |
| 1946 | Przez zasiedzenie                                   | T         |           | Myszka Miki (głos)                                                   | Seria Mickey Mouse. Debiut Chipa i Dale’a. Nominacja do Oscara za najlepszy krótkometrażowy film animowany. | [ 158 ] [ 159 ]                |
| 1946 | W Holandii                                          | T         |           |                                                                      | Seria Pluto | [ 158 ]                        |
| 1946 | Sobowtór Donalda                                    | T         |           |                                                                      | Seria Donald Duck | [ 158 ]                        |
| 1946 | Porwanie szczeniaka                                 | T         |           |                                                                      | Seria Pluto | [ 158 ]                        |
| 1946 | A Feather in His Collar                             | T         |           |                                                                      | Film na zlecenie Community Chest z udziałem psa Pluto | [ 151 ]                        |
| 1946 | Świeżo malowane                                     | T         |           |                                                                      | Seria Donald Duck | [ 158 ]                        |
| 1946 | Zima w Jukonie                                      | T         |           |                                                                      | Seria Donald Duck | [ 158 ]                        |
| 1946 | Latarnia morska                                     | T         |           |                                                                      | Seria Donald Duck | [ 158 ]                        |
| 1946 | Dzień kąpieli                                       | T         |           |                                                                      | Pierwszy film z serii Figaro | [ 158 ] [ 153 ]                |
| 1946 | The Story of Menstruation                           | T         |           |                                                                      | Film edukacyjny zlecony przez International Cello-Cotton Company | [ 160 ]                        |
| 1946 | Kaczor Frank szuka cyrkowców                        | T         |           |                                                                      | Seria Donald and Goofy | [ 158 ] [ 136 ]                |
| 1946 | Podwójne kozłowanie                                 | T         |           |                                                                      | Seria Goofy | [ 158 ]                        |
| 1947 | Nowy dom psa Pluto                                  | T         |           |                                                                      | Seria Pluto | [ 158 ]                        |
| 1947 | Pies ratowniczy                                     | T         |           |                                                                      | Seria Pluto | [ 158 ]                        |
| 1947 | Na strzelnicy                                       | T         |           |                                                                      | Seria Donald Duck | [ 158 ]                        |
| 1947 | Lunatyk                                             | T         |           |                                                                      | Seria Donald Duck | [ 158 ]                        |
| 1947 | Figaro i Frankie                                    | T         |           |                                                                      | Drugi i ostatni film z serii Figaro | [ 158 ]                        |
| 1947 | Figlarz dżungli                                     | T         |           |                                                                      | Seria Donald Duck | [ 158 ]                        |
| 1947 | Rozterki Donalda                                    | T         |           |                                                                      | Seria Donald Duck | [ 158 ]                        |
| 1947 | Morderczy upał                                      | T         |           |                                                                      | Ostatni film z serii Donald and Goofy | [ 158 ] [ 136 ]                |
| 1947 | Donald i żuk                                        | T         |           |                                                                      | Seria Donald Duck | [ 158 ]                        |
| 1947 | Dzikie, otwarte przestrzenie                        | T         |           |                                                                      | Seria Donald Duck | [ 158 ]                        |
| 1947 | Pechowa randka                                      | T         |           | Myszka Miki (głos)                                                   | Seria Mickey Mouse. Ostatni występ Disneya jako Myszki Miki. | [ 158 ]                        |
| 1947 | Nieprzepisowe polowanie                             | T         |           |                                                                      | Seria Goofy | [ 158 ]                        |
| 1947 | Pies pocztowy                                       | T         |           |                                                                      | Seria Pluto | [ 158 ]                        |
| 1947 | Chip i Dale                                         | T         |           |                                                                      | Seria Donald Duck. Nominacja do Oscara za najlepszy krótkometrażowy film animowany. | [ 158 ]                        |
| 1947 | Pluto meloman                                       | T         |           |                                                                      | Seria Pluto. Nominacja do Oscara za najlepszy krótkometrażowy film animowany. | [ 158 ]                        |
| 1948 | Bomba w górę                                        | T         |           |                                                                      | Seria Goofy | [ 158 ]                        |
| 1948 | Wielkie mycie                                       | T         |           |                                                                      | Seria Goofy | [ 158 ]                        |
| 1948 | Straszne skutki kapania                             | T         |           |                                                                      | Seria Donald Duck | [ 158 ]                        |
| 1948 | Myszka Miki w Australii                             | T         |           |                                                                      | Seria Mickey Mouse | [ 158 ]                        |
| 1948 | Tata Kaczor                                         | T         |           |                                                                      | Seria Donald Duck | [ 161 ]                        |
| 1948 | Rabuś kości                                         | T         |           |                                                                      | Seria Pluto | [ 161 ]                        |
| 1948 | Wymarzony głos Donalda                              | T         |           |                                                                      | Seria Donald Duck | [ 161 ]                        |
| 1948 | Sprawunek Pluta                                     | T         |           |                                                                      | Seria Pluto | [ 161 ]                        |
| 1948 | Proces Kaczora Donalda                              | T         |           |                                                                      | Seria Donald Duck | [ 161 ]                        |
| 1948 | Drzemka psa Pluto                                   | T         |           |                                                                      | Seria Pluto | [ 161 ]                        |
| 1948 | Tapeciarz                                           | T         |           |                                                                      | Seria Donald Duck | [ 161 ]                        |
| 1948 | Ptaszek Pluta                                       | T         |           |                                                                      | Seria Pluto | [ 161 ]                        |
| 1948 | Zupa na stole                                       | T         |           |                                                                      | Seria Donald Duck | [ 161 ]                        |
| 1948 | Nieproszeni goście                                  | T         |           |                                                                      | Seria Donald Duck | [ 161 ]                        |
| 1948 | Miki i foczka                                       | T         |           |                                                                      | Seria Mickey Mouse. Nominacja do Oscara za najlepszy krótkometrażowy film animowany. | [ 161 ]                        |
| 1948 | Jedzonko dla mrówek                                 | T         |           |                                                                      | Seria Donald Duck. Nominacja do Oscara za najlepszy krótkometrażowy film animowany. | [ 161 ]                        |
| 1949 | Pluto w Meksyku                                     | T         |           |                                                                      | Seria Pluto | [ 161 ]                        |
| 1949 | Urodziny Donalda                                    | T         |           |                                                                      | Seria Donald Duck | [ 161 ]                        |
| 1949 | Paczka-niespodzianka dla Pluto                      | T         |           |                                                                      | Seria Pluto | [ 161 ]                        |
| 1949 | Stare wygi                                          | T         |           |                                                                      | Seria Donald Duck | [ 161 ]                        |
| 1949 | Sweter dla psa Pluto                                | T         |           |                                                                      | Seria Pluto | [ 161 ]                        |
| 1949 | Zimowe zapasy                                       | T         |           |                                                                      | Seria Donald Duck | [ 161 ]                        |
| 1949 | Balonowa pszczółka                                  | T         |           |                                                                      | Seria Pluto | [ 161 ]                        |
| 1949 | Zbieracz miodu                                      | T         |           |                                                                      | Seria Donald Duck | [ 161 ]                        |
| 1949 | Rakieta tenisowa                                    | T         |           |                                                                      | Seria Goofy | [ 161 ]                        |
| 1949 | Wszystko w skorupce                                 | T         |           |                                                                      | Seria Donald Duck | [ 161 ]                        |
| 1949 | Trening Goofy’ego                                   | T         |           |                                                                      | Seria Goofy | [ 161 ]                        |
| 1949 | Nie ma to jak w domu                                | T         |           |                                                                      | Seria Donald Duck | [ 161 ]                        |
| 1949 | Owczarek Pluto                                      | T         |           |                                                                      | Seria Pluto | [ 161 ]                        |
| 1949 | Wślizg do domu                                      | T         |           |                                                                      | Seria Donald Duck | [ 161 ]                        |
| 1949 | Niszczyciele zabawek                                | T         |           |                                                                      | Seria Donald Duck. Nominacja do Oscara za najlepszy krótkometrażowy film animowany. | [ 161 ]                        |
| 1950 | Uczucie psa Pluto                                   | T         |           |                                                                      | Seria Pluto | [ 161 ]                        |
| 1950 | Lew tu, lew tam                                     | T         |           |                                                                      | Seria Donald Duck. Debiut Pumy Louiego. | [ 161 ] [ 162 ]                |
| 1950 | Pluto i suseł                                       | T         |           |                                                                      | Seria Pluto | [ 161 ]                        |
| 1950 | The Brave Engineer                                  | T         |           |                                                                      | | [ 161 ]                        |
| 1950 | Szalejąc za Daisy                                   | T         |           |                                                                      | Seria Donald Duck | [ 161 ]                        |
| 1950 | Wspaniały pies                                      | T         |           |                                                                      | Seria Pluto | [ 161 ]                        |
| 1950 | Klakson z przyczepą                                 | T         |           |                                                                      | Seria Donald Duck | [ 161 ]                        |
| 1950 | Prymitywny Pluto                                    | T         |           |                                                                      | Seria Pluto | [ 161 ]                        |
| 1950 | Coś dla kotów                                       | T         |           |                                                                      | Seria Pluto | [ 161 ]                        |
| 1950 | Motor Mania                                         | T         |           |                                                                      | Seria Goofy | [ 161 ]                        |
| 1950 | Szkodliwe kojoty                                    | T         |           |                                                                      | Seria Pluto | [ 161 ]                        |
| 1950 | Walka o byt                                         | T         |           |                                                                      | Seria Pluto | [ 161 ]                        |
| 1950 | Kto kogo przechytrzy                                | T         |           |                                                                      | Seria Donald Duck | [ 161 ]                        |
| 1950 | Pies obozowy                                        | T         |           |                                                                      | Seria Pluto | [ 161 ]                        |
| 1950 | Pszczoła plażowiczka                                | T         |           |                                                                      | Seria Donald Duck | [ 161 ]                        |
| 1950 | Goofy fotografem                                    | T         |           |                                                                      | Seria Goofy | [ 161 ]                        |
| 1950 | Morris, mały łoś                                    | T         |           |                                                                      | | [ 163 ]                        |
| 1950 | Przykra niespodzianka                               | T         |           |                                                                      | Seria Donald Duck | [ 163 ]                        |
| 1951 | Lew i hamak                                         | T         |           |                                                                      | Seria Goofy | [ 163 ]                        |
| 1951 | Niezupełnie kurczak                                 | T         |           |                                                                      | Pierwszy film z serii Chip ‘n’ Dale. Pierwszy samodzielny występ Chipa i Dale’a. | [ 163 ]                        |
| 1951 | Zimny wychów                                        | T         |           |                                                                      | Seria Pluto | [ 163 ]                        |
| 1951 | Kaczor frajer                                       | T         |           |                                                                      | Seria Donald Duck | [ 163 ]                        |
| 1951 | Własnoręcznie zbudowany dom                         | T         |           |                                                                      | Seria Goofy | [ 163 ]                        |
| 1951 | Popcorn dla wiewiórek                               | T         |           |                                                                      | Seria Donald Duck | [ 163 ]                        |
| 1951 | Zimna wojna                                         | T         |           |                                                                      | Seria Goofy | [ 163 ]                        |
| 1951 | Plutopia                                            | T         |           |                                                                      | Seria Pluto | [ 163 ]                        |
| 1951 | Oblatywacz - Donald                                 | T         |           |                                                                      | Seria Donald Duck | [ 163 ]                        |
| 1951 | Na diecie                                           | T         |           |                                                                      | Seria Goofy | [ 163 ]                        |
| 1951 | Szczęśliwa liczba                                   | T         |           |                                                                      | Seria Donald Duck | [ 163 ]                        |
| 1951 | How to Catch a Cold                                 | T         |           |                                                                      | Film edukacyjny sponsorowany przez Kleenex Tissues | [ 164 ]                        |
| 1951 | Pan Szop                                            | T         |           |                                                                      | Seria Mickey Mouse | [ 163 ]                        |
| 1951 | Jak szybko zbić forsę                               | T         |           |                                                                      | Seria Goofy | [ 163 ]                        |
| 1951 | Najpyszniejszy indyk                                | T         |           |                                                                      | Ostatni film z serii Pluto | [ 163 ]                        |
| 1951 | Ojcowie to też ludzie                               | T         |           |                                                                      | Seria Goofy | [ 163 ]                        |
| 1951 | Nie ten wymiar                                      | T         |           |                                                                      | Seria Donald Duck | [ 163 ]                        |
| 1951 | Palenie wzbronione                                  | T         |           |                                                                      | Seria Goofy | [ 163 ]                        |
| 1951 | Donald i pszczoły                                   | T         |           |                                                                      | Seria Donald Duck | [ 163 ]                        |
| 1952 | Lew tatusia                                         | T         |           |                                                                      | Seria Goofy | [ 163 ]                        |
| 1952 | Ogryzek Donalda                                     | T         |           |                                                                      | Seria Donald Duck | [ 163 ]                        |
| 1952 | Lambert, czyli owca w lwiej skórze                  | T         |           |                                                                      | Nominacja do Oscara za najlepszy krótkometrażowy film animowany. | [ 163 ]                        |
| 1952 | Hello Aloha                                         | T         |           |                                                                      | Seria Goofy | [ 163 ]                        |
| 1952 | Randka                                              | T         |           |                                                                      | Film z serii Chip ‘n’ Dale | [ 163 ]                        |
| 1952 | Najlepszy przyjaciel człowieka                      | T         |           |                                                                      | Seria Goofy | [ 163 ]                        |
| 1952 | Trzymajmy się razem                                 | T         |           |                                                                      | Seria Donald Duck | [ 163 ]                        |
| 1952 | Szeryf Goofy                                        | T         |           |                                                                      | Seria Goofy | [ 163 ]                        |
| 1952 | Susie the Little Blue Coupe                         | T         |           |                                                                      | | [ 163 ]                        |
| 1952 | Nauczyciele to też ludzie                           | T         |           |                                                                      | Seria Goofy | [ 163 ]                        |
| 1952 | Mrówki wujaszka Donalda                             | T         |           |                                                                      | Seria Donald Duck | [ 163 ]                        |
| 1952 | Mały domek                                          | T         |           |                                                                      | | [ 163 ]                        |
| 1952 | Słodycze albo psikus                                | T         |           |                                                                      | Seria Donald Duck | [ 163 ]                        |
| 1952 | Przyjęcie dla Pluta                                 | T         |           |                                                                      | Seria Mickey Mouse | [ 163 ]                        |
| 1952 | Wymarzony urlop                                     | T         |           |                                                                      | Seria Goofy | [ 163 ]                        |
| 1952 | Pluto i choinka                                     | T         |           |                                                                      | Seria Mickey Mouse. Gościnny występ Goofy’ego, Kaczora Donalda i Myszki Minnie. | [ 163 ]                        |
| 1952 | Jak zostać detektywem                               | T         |           |                                                                      | Seria Donald Duck | [ 163 ]                        |
| 1953 | Wolny dzień taty                                    | T         |           |                                                                      | Seria Goofy | [ 163 ]                        |
| 1953 | Proste rzeczy                                       | T         |           |                                                                      | Ostatni film z serii Mickey Mouse | [ 163 ]                        |
| 1953 | Corrida w Meksyku                                   | T         |           |                                                                      | Seria Goofy | [ 163 ]                        |
| 1953 | Źródło wiecznej młodości                            | T         |           |                                                                      | Seria Donald Duck | [ 163 ]                        |
| 1953 | Melody                                              | T         |           |                                                                      | Pierwszy trójwymiarowy film Walt Disney Productions | [ 165 ]                        |
| 1953 | Weekend taty                                        | T         |           |                                                                      | Seria Goofy | [ 165 ]                        |
| 1953 | Jak tańczyć                                         | T         |           |                                                                      | Seria Goofy | [ 165 ]                        |
| 1953 | Nowy sąsiad                                         | T         |           |                                                                      | Seria Donald Duck | [ 165 ]                        |
| 1953 | Football Now and Then                               | T         |           |                                                                      | | [ 165 ]                        |
| 1953 | Odporny miś                                         | T         |           |                                                                      | Seria Donald Duck. Debiut Niedźwiedzia Humphreya. Nominacja do Oscara za najlepszy krótkometrażowy film animowany. | [ 165 ]                        |
| 1953 | Przygody z muzyką                                   | T         |           |                                                                      | Pierwszy film Disneya w obrazie panoramicznym. Oscar za najlepszy krótkometrażowy film animowany. | [ 165 ] [ 75 ]                 |
| 1953 | Ben i ja                                            | T         |           |                                                                      | Nominacja do Oscara za najlepszy krótkometrażowy film na dwóch rolkach. | [ 165 ]                        |
| 1953 | Pracując na fistaszki                               | T         |           |                                                                      | Seria Donald Duck | [ 165 ]                        |
| 1953 | Jak spać                                            | T         |           |                                                                      | Ostatni film z serii Goofy | [ 165 ]                        |
| 1953 | Kaczor na ringu                                     | T         |           |                                                                      | Seria Donald Duck | [ 165 ]                        |
| 1954 | Dziateczki słuchają rózeczki                        | T         |           |                                                                      | Seria Donald Duck | [ 165 ]                        |
| 1954 | Pamiętnik Donalda                                   | T         |           |                                                                      | Seria Donald Duck | [ 165 ]                        |
| 1954 | Waleczne wiewiórki                                  | T         |           |                                                                      | Ostatni film z serii Chip ‘n’ Dale | [ 165 ]                        |
| 1954 | Two for the Record                                  | T         |           |                                                                      | Połączenie dwóch noweli z Make Mine Music |                                |
| 1954 | Czy świnki to świnie                                | T         |           |                                                                      | Nominacja do Oscara za najlepszy krótkometrażowy film animowany. | [ 165 ]                        |
| 1954 | Casey Bats Again                                    | T         |           |                                                                      | Kontynuacja noweli „Casey at the Bat” z Make Mine Music | [ 165 ]                        |
| 1954 | Spotkanie ze smokiem                                | T         |           |                                                                      | Seria Donald Duck | [ 165 ]                        |
| 1954 | Znoś to pogodnie                                    | T         |           |                                                                      | Seria Donald Duck. Debiut J. Audubona Woodlore’a. | [ 165 ]                        |
| 1954 | Lew wśród ludzi                                     | T         |           |                                                                      | | [ 165 ]                        |
| 1954 | Latająca wiewiórka                                  | T         |           |                                                                      | Seria Donald Duck | [ 165 ]                        |
| 1954 | Kanionada                                           | T         |           |                                                                      | Seria Donald Duck | [ 165 ]                        |
| 1955 | No Hunting                                          | T         |           |                                                                      | Nominacja do Oscara za najlepszy krótkometrażowy film animowany. | [ 165 ]                        |
| 1955 | Contrast in Rhythm                                  | T         |           |                                                                      | Połączenie dwóch noweli z Kolorowych melodii |                                |
| 1955 | A World Is Born                                     | T         |           |                                                                      | Film edukacyjny. Przeróbka noweli „Rite of Spring” z Fantazji |                                |
| 1955 | Stary niedźwiedź mocno śpi                          | T         |           |                                                                      | Seria Donald Duck | [ 165 ]                        |
| 1955 | Miś ma miód                                         | T         |           |                                                                      | Seria Donald Duck | [ 165 ]                        |
|      | Na drzewie                                          | T         |           |                                                                      | Seria Donald Duck | [ 165 ]                        |
| 1956 | Ahoj żeglarze                                       | T         |           |                                                                      | Seria Donald Duck | [ 165 ]                        |
| 1956 | Miś na polowaniu                                    | T         |           |                                                                      | Pierwszy film z serii Humphrey the Bear | [ 165 ]                        |
| 1956 | Jak zdarzają się wypadki w domu                     | T         |           |                                                                      | Seria Donald Duck | [ 165 ]                        |
| 1956 | Jack and Old Mac                                    | T         |           |                                                                      | | [ 165 ]                        |
| 1956 | Wielkie sprzątanie                                  | T         |           |                                                                      | Drugi i ostatni film z serii Humphrey the Bear | [ 165 ]                        |
| 1956 | Kowboj musi mieć konia                              | T         |           |                                                                      | | [ 165 ]                        |
| 1957 | Cała prawda o Mamie Gęsi                            | T         |           |                                                                      | Nominacja do Oscara za najlepszy krótkometrażowy film animowany. | [ 165 ]                        |
| 1957 | The Story of Anyburg U.S.A.                         | T         |           |                                                                      | | [ 165 ]                        |
| 1958 | Paul Bunyan                                         | T         |           |                                                                      | Nominacja do Oscara za najlepszy krótkometrażowy film animowany. | [ 166 ]                        |
| 1959 | Noah's Ark                                          | T         |           |                                                                      | Pierwszy film lalkowy Walt Disney Productions. Nominacja do Oscara za najlepszy krótkometrażowy film animowany. | [ 166 ]                        |
| 1959 | Donald w Krainie Matemagii                          | T         |           |                                                                      | Film edukacyjny z Kaczorem Donaldem. Nominacja do Oscara za najlepszy krótkometrażowy film dokumentalny. | [ 166 ]                        |
| 1959 | Jak mieć wypadek przy pracy                         | T         |           |                                                                      | Seria Donald Duck | [ 166 ]                        |
| 1960 | Goliath II                                          | T         |           |                                                                      | Nominacja do Oscara za najlepszy krótkometrażowy film animowany. | [ 166 ]                        |
| 1961 | The Saga of Windwagon Smith                         | T         |           |                                                                      | | [ 166 ]                        |
| 1961 | Donald i koło                                       | T         |           |                                                                      | Film edukacyjny z Kaczorem Donaldem. | [ 166 ]                        |
| 1961 | The Litterbug                                       | T         |           |                                                                      | Ostatni z serii Donald Duck | [ 166 ]                        |
| 1961 | Aquamania                                           | T         |           |                                                                      | Nominacja do Oscara za najlepszy krótkometrażowy film animowany. | [ 166 ]                        |
| 1962 | A Symposium on Popular Songs                        | T         |           |                                                                      | Nominacja do Oscara za najlepszy krótkometrażowy film animowany. | [ 166 ]                        |
| 1965 | Autostradofobia                                     | T         |           |                                                                      | Film edukacyjny z udziałem Goofy’ego | [ 166 ]                        |
| 1965 | Donald’s Fire Survival Plan                         | T         |           | on sam                                                               | Film edukacyjny z udziałem Kaczora Donalda, Hyzia, Dyzia i Zyzia. Obecność sekwencji aktorskich. | [ 166 ]                        |
| 1965 | Goofy’s Freeway Troubles                            | T         |           |                                                                      | Film edukacyjny z udziałem Goofy’ego | [ 166 ]                        |
| 1966 | Kubuś Puchatek i miododajne drzewo                  | T         |           |                                                                      | Pierwszy film z serii Kubuś Puchatek. Ostatni film wyprodukowany osobiście przez Walta Disneya za jego życia. | [ 166 ]                        |
| 1967 | Sknerus McKwacz i pieniądze                         | T         |           |                                                                      | Debiut filmowy Sknerusa McKwacza. Film wydany pośmiertnie. | [ 166 ]                        |
| 1968 | Wiatrodzień Kubusia Puchatka                        |           |           |                                                                      | Drugi film z serii Kubuś Puchatek. Disney odpowiadał za wybór obsady. Film rozpoczęty i wydany pośmiertnie. Oscar za najlepszy krótkometrażowy film animowany. | [ 166 ] [ 75 ] [ 168 ] [ 169 ] |
| 2013 | Koń by się uśmiał                                   |           |           | Myszka Miki, Myszka Minnie (głos, nagrania archiwalne)               | | [ 170 ]                        |

#### Filmy pełnometrażowe
| Rok  | Tytuł                                   | Producent | Reżyseria | Rola aktorska      | Informacje | Źródło                  |
| ---- | --------------------------------------- | --------- | --------- | ------------------ | --- | ----------------------- |
| 1937 | Królewna Śnieżka i siedmiu krasnoludków | T         |           |                    | Pierwszy amerykański animowany film pełnometrażowy, pierwszy animowany film pełnometrażowy wykonany metodą rysunkową.                                                              | [ 171 ]                 |
| 1940 | Pinokio                                 | T         |           |                    | | [ 171 ]                 |
| 1940 | Fantazja                                | T         |           | Myszka Miki (głos) | | [ 171 ]                 |
| 1941 | Dumbo                                   | T         |           |                    | | [ 172 ]                 |
| 1942 | Bambi                                   | T         |           |                    | | [ 172 ]                 |
| 1942 | Saludos Amigos                          | T         |           | on sam             | Film dokumentalny na zlecenie Biura Koordynatora ds. Spraw Międzyamerykańskich. Disney odpowiadał także za zdjęcia. Debiut José Carioki.                                           | [ 172 ] [ 173 ] [ 174 ] |
| 1944 | Trzej Caballeros                        | T         |           |                    | Film propagandowy na zlecenie Biura Koordynatora ds. Spraw Międzyamerykańskich. Film nowelowy, obecność sekwencji aktorskich. Filmowe debiuty Panchita Pistolesa i Ptaka Aracuana. | [ 172 ] [ 177 ]         |
| 1946 | Make Mine Music                         | T         |           |                    | Film nowelowy | [ 172 ]                 |
| 1947 | Figle i androny                         | T         |           | Myszka Miki (głos) | Film nowelowy, obecność sekwencji aktorskich | [ 172 ]                 |
| 1948 | Kolorowe melodie                        | T         |           |                    | Film nowelowy | [ 172 ]                 |
| 1949 | Przygody Ichaboda i Pana Ropucha        | T         |           |                    | Film nowelowy | [ 172 ]                 |
| 1950 | Kopciuszek                              | T         |           |                    | | [ 172 ]                 |
| 1951 | Alicja w krainie czarów                 | T         |           |                    | | [ 172 ]                 |
| 1953 | Piotruś Pan                             | T         |           |                    | | [ 172 ]                 |
| 1955 | Zakochany kundel                        | T         |           |                    | Pierwszy pełnometrażowy film animowany w obrazie panoramicznym | [ 178 ] [ 179 ]         |
| 1955 | Music Land                              | T         |           |                    | Film nowelowy, kompilacja segmentów ze wcześniejszych Make Mine Music i Kolorowych melodii                                                                                         | [ 180 ]                 |
| 1959 | Śpiąca królewna                         | T         |           |                    | | [ 178 ]                 |
| 1960 | Donald Duck and his Companions          | T         |           |                    | Film nowelowy, kompilacja wcześniejszych kreskówek z serii Donald Duck | [ 181 ]                 |
| 1961 | 101 dalmatyńczyków                      | T         |           |                    | | [ 178 ]                 |
| 1963 | Miecz w kamieniu                        | T         |           |                    | | [ 178 ]                 |
| 1967 | Księga dżungli                          | T         |           |                    | film wydany pośmiertnie | [ 178 ] [ 182 ]         |
| 1970 | Aryskotraci                             |           |           |                    | Ostatnia pełnometrażowa animacja zatwierdzona osobiście przez Disneya | [ 183 ]                 |

### Filmy aktorskie

#### Filmy krótkometrażowe i średniometrażowe
| Rok  | Tytuł                                                            | Producent | Reżyseria | Rola aktorska                | Informacje | Źródło         |
| ---- | ---------------------------------------------------------------- | --------- | --------- | ---------------------------- | --- | -------------- |
| 1922 | Tommy Tucker’s Tooth                                             | T         | T         |                              | |                |
| 1926 | Clara Cleans Her Teeth                                           | T         | T         |                              | | [ 184 ]        |
| 1930 | Screen Snapshot (seria 9, odc. 18)                               |           |           | on sam                       | Seria filmów dokumentalnych Columbia Pictures                                                                 |                |
| 1932 | Hollywood: City of Celluloid                                     |           |           | on sam                       | Film dokumentalny Stena Nordenskiölda                                                                         |                |
| 1935 | Los Angeles: Wonder City of the West                             |           |           | on sam                       | Film dokumentalny Metro-Goldwyn-Mayer                                                                         |                |
| 1936 | Screen Snapshot (seria 15, odc. 7)                               |           |           | on sam                       | |                |
| 1937 | A Trip Through the Walt Disney Studios                           | T         |           | on sam                       | Film dokumentalny                                                                                             |                |
| 1938 | Screen Snapshot (seria 17, odc. 9)                               |           |           | on sam                       | |                |
| 1940 | Screen Snapshot (seria 19, odc. 7)                               |           |           | on sam                       | |                |
| 1939 | The Standard Parade                                              | T         |           | on sam (nagrania archiwalne) | Film dokumentalny na zlecenie Standard Oil, udział sekwencji animowanych                                      | [ 141 ]        |
| 1939 | How Walt Disney Cartoons Are Made                                |           |           | on sam                       | Film dokumentalny RKO Radio Pictures. W jego skład wszedł A Trip Through the Walt Disney Studios.             |                |
| 1942 | South of the Border with Disney                                  |           |           | on sam                       | Film dokumentalny Biura Koordynatora ds. Spraw Międzyamerykańskich                                            | [ 185 ]        |
| 1942 | Screen Snapshot (seria 22, odc. 10)                              |           |           | on sam                       | |                |
| 1943 | Show-Business at War                                             |           |           | on sam                       | Odcinek kroniki filmowej The March of Time produkcji Time Inc.                                                |                |
| 1943 | Defense Against Invasion                                         |           |           |                              | Film edukacyjny na zlecenie Biura Koordynatora ds. Spraw Międzyamerykańskich. obecność sekwencji animowanych  | [ 151 ]        |
| 1944 | The Amazon Awakens                                               | T         |           |                              | Film edukacyjny na zlecenie Biura Koordynatora ds. Spraw Międzyamerykańskich                                  | [ 151 ]        |
| 1944 | A Historia de Jose                                               | T         |           |                              | Film na zlecenie Biura Koordynatora ds. Spraw Międzyamerykańskich                                             | [ 151 ]        |
| 1944 | Jose come Bem                                                    | T         |           |                              | Film na zlecenie Biura Koordynatora ds. Spraw Międzyamerykańskich                                             | [ 151 ]        |
| 1945 | Hookworm                                                         | T         |           |                              | Film na zlecenie Biura Koordynatora ds. Spraw Międzyamerykańskich                                             | [ 151 ]        |
| 1945 | Screen Snapshot (seria 25, odc. 1)                               |           |           | on sam                       | |                |
| 1946 | The Building of a Tire                                           | T         |           |                              | Film edukacyjny na zlecenie Firestone Tire and Rubber Company. Obecność sekwencji animowanych.                | [ 151 ]        |
| 1946 | Jet Propulsion                                                   | T         |           |                              | Film edukacyjny na zlecenie General Electric. Obecność sekwencji animowanych.                                 | [ 151 ]        |
| 1946 | Treasure from the Sea                                            | T         |           |                              | Film edukacyjny na zlecenie Dow Chemical Company                                                              | [ 151 ]        |
| 1948 | Seal Island                                                      | T         |           |                              | Pierwszy z serii przyrodniczej True-Life Adventure. Oscar za najlepszy krótkometrażowy film na dwóch rolkach. | [ 171 ] [ 75 ] |
| 1950 | Screen Snapshots: Famous Cartoonists                             |           |           | on sam                       | |                |
| 1950 | Bobrowa dolina                                                   | T         |           |                              | Seria przyrodnicza True-Life Adventure. Oscar za najlepszy krótkometrażowy film na dwóch rolkach.             | [ 171 ] [ 75 ] |
| 1951 | Operation Wonderland                                             | T         |           |                              | Dokument promujący Alicję w Krainie Czarów                                                                    |                |
| 1951 | Nature’s Half Acre                                               | T         |           |                              | Seria przyrodnicza True-Life Adventure. Oscar za najlepszy krótkometrażowy film na dwóch rolkach.             | [ 171 ] [ 75 ] |
| 1951 | Ridin’ the Rails                                                 |           |           | on sam                       | Film sportowy Paramount Pictures                                                                              |                |
| 1952 | Water Birds                                                      | T         |           |                              | Seria przyrodnicza True-Life Adventure. Oscar za najlepszy krótkometrażowy film na dwóch rolkach.             | [ 171 ] [ 75 ] |
| 1952 | A Sporting Oasis                                                 |           |           | on sam                       | Film dokumentalny Paramount Pictures                                                                          |                |
| 1952 | The Olympic Elk                                                  | T         |           |                              | Seria przyrodnicza True-Life Adventure                                                                        | [ 171 ]        |
| 1953 | Bear Country                                                     | T         |           |                              | Seria przyrodnicza True-Life Adventure. Oscar za najlepszy krótkometrażowy film na dwóch rolkach.             | [ 171 ] [ 75 ] |
| 1953 | The Alaskan Eskimo                                               | T         |           |                              | Seria dokumentalna People & Places. Oscar za najlepszy krótkometrażowy film dokumentalny.                     | [ 171 ] [ 75 ] |
| 1953 | Prowlers of the Everglades                                       | T         |           |                              | Seria przyrodnicza True-Life Adventure                                                                        | [ 171 ]        |
| 1954 | Stormy, the Thoroughbred                                         | T         |           |                              | |                |
| 1954 | Siam                                                             | T         |           |                              | Seria dokumentalna People & Places. Nominacja do Oscara za najlepszy krótkometrażowy film na dwóch rolkach.   | [ 171 ]        |
| 1955 | Switzerland                                                      | T         |           |                              | Seria dokumentalna People & Places. Nominacja do Oscara za najlepszy krótkometrażowy film na dwóch rolkach.   | [ 171 ]        |
| 1955 | Men Against the Arctic                                           | T         |           |                              | Seria dokumentalna People & Places. Oscar za najlepszy krótkometrażowy film dokumentalny.                     | [ 171 ] [ 75 ] |
| 1956 | Sardinia                                                         | T         |           |                              | Seria dokumentalna People & Places                                                                            | [ 171 ]        |
| 1956 | Samoa                                                            | T         |           |                              | Seria dokumentalna People & Places. Nominacja do Oscara za najlepszy krótkometrażowy film na dwóch rolkach.   | [ 171 ]        |
| 1956 | Disneyland, U.S.A                                                | T         |           | on sam                       | Seria dokumentalna People & Places                                                                            | [ 186 ]        |
| 1957 | Blue Men of Morocco                                              | T         |           |                              | Seria dokumentalna People & Places                                                                            | [ 171 ]        |
| 1957 | The Wetback Hound                                                | T         |           |                              | Oscar za najlepszy krótkometrażowy film aktorski.                                                             |                |
| 1957 | Lapland                                                          | T         |           |                              | Seria dokumentalna People & Places                                                                            | [ 171 ]        |
| 1957 | Niok the Orphan Elephant                                         | T         |           |                              | Wersja anglojęzyczna. Francuski film dokumentalny.                                                            |                |
| 1957 | Portugal                                                         | T         |           |                              | Seria dokumentalna People & Places                                                                            | [ 171 ]        |
| 1958 | Wales                                                            | T         |           |                              | Seria dokumentalna People & Places                                                                            | [ 171 ]        |
| 1958 | Portugal                                                         | T         |           |                              | Seria dokumentalna People & Places                                                                            | [ 171 ]        |
| 1958 | Ama Girls                                                        | T         |           |                              | Seria dokumentalna People & Places. Oscar za najlepszy krótkometrażowy film dokumentalny.                     | [ 171 ]        |
| 1958 | Grand Canyon                                                     | T         |           |                              | | [ 75 ]         |
| 1958 | Seven Cities of Antarctica                                       | T         |           |                              | Seria dokumentalna People & Places                                                                            | [ 171 ]        |
| 1959 | Eyes in Outer Space                                              | T         |           |                              | Film edukacyjny                                                                                               |                |
| 1959 | Mysteries of the Deep                                            | T         |           |                              | Nominacja do Oscara za najlepszy krótkometrażowy film aktorski.                                               | [ 171 ]        |
| 1959 | Cruise of the Eagle                                              | T         |           |                              | Seria dokumentalna People & Places                                                                            | [ 171 ]        |
| 1960 | Gala Day at Disneyland                                           | T         |           | on sam                       | Film dokumentalny                                                                                             |                |
| 1960 | Islands of the Sea                                               | T         |           |                              | Film przyrodniczy. Nominacja do Oscara za najlepszy krótkometrażowy film aktorski.                            | [ 171 ]        |
| 1960 | Japan                                                            | T         |           |                              | Seria dokumentalna People & Places                                                                            | [ 171 ]        |
| 1960 | The Danube                                                       | T         |           |                              | Seria dokumentalna People & Places                                                                            | [ 171 ]        |
| 1964 | Hollywood goes to a World Premiere                               | T         |           | on sam                       | Film dokumentalny promujący Mary Poppins                                                                      |                |
| 1966 | Run, Appaloosa, Run                                              | T         |           |                              | | [ 187 ]        |
| 1967 | At War with Waste: The Story of the National Wildlife Federation |           |           | on sam                       | Film dokumentalny. Film wydany pośmiertnie.                                                                   |                |

#### Filmy pełnometrażowe
| Rok  | Tytuł                                              | Producent | Reżyseria | Rola aktorska      | Informacje | Źródło          |
| ---- | -------------------------------------------------- | --------- | --------- | ------------------ | --- | --------------- |
| 1934 | Tu rządzi humor                                    |           |           | Myszka Miki (głos) | Film wytwórni MGM, występ gościnny                                                                                           | [ 100 ]         |
| 1941 | O smoku, który nie chciał walczyć                  | T         |           | on sam             | Udział sekwencji animowanych                                                                                                 | [ 172 ]         |
| 1941 | South of the Border with Disney                    |           |           | on sam             | Film dokumentalny |                 |
| 1943 | Victory Through Air Power                          | T         |           |                    | | [ 172 ]         |
| 1946 | Pieśń Południa                                     | T         |           |                    | Udział sekwencji animowanych                                                                                                 | [ 172 ]         |
| 1948 | So Dear to My Heart                                | T         |           |                    | Udział sekwencji animowanych                                                                                                 | [ 172 ]         |
| 1950 | Wyspa skarbów                                      | T         |           |                    | Pierwszy w pełni aktorski film Disneya; koprodukcja brytyjsko-amerykańska                                                    | [ 178 ]         |
| 1952 | Opowieść o Robin Hoodzie i jego wesołych kompanach | T         |           |                    | Produkcja brytyjska | [ 178 ]         |
| 1953 | Miecz i róża                                       | T         |           |                    | Produkcja brytyjska | [ 178 ]         |
| 1953 | Rob Roy: The Highland Rogue                        | T         |           |                    | Produkcja brytyjska | [ 178 ]         |
| 1953 | Żyjąca pustynia                                    | T         |           |                    | Pierwszy pełnometrażowy odcinek serii przyrodniczej True-Life Adventure. Oscar za najlepszy pełnometrażowy film dokumentalny | [ 171 ] [ 75 ]  |
| 1954 | 20 000 mil podmorskiej żeglugi                     | T         |           |                    | Pierwszy pełnometrażowy film Disneya w obrazie panoramicznym                                                                 | [ 178 ]         |
| 1954 | Ginąca preria                                      | T         |           |                    | Seria przyrodnicza True-Life Adventure.                                                                                      | [ 171 ] [ 75 ]  |
| 1955 | Davy Crockett: król pogranicza                     | T         |           |                    | kompilacja z miniserialu telewizyjnego Davy Crockett                                                                         | [ 178 ]         |
| 1955 | Lwy afrykańskie                                    | T         |           |                    | Seria przyrodnicza True-Life Adventure.                                                                                      | [ 171 ]         |
| 1955 | Najmniejszy buntownik                              | T         |           |                    | | [ 178 ]         |
| 1956 | Polowanie na lokomotywę                            | T         |           |                    | | [ 178 ]         |
| 1956 | Davy Crockett and the River Pirates                | T         |           |                    | kompilacja z miniserialu telewizyjnego Davy Crockett                                                                         |                 |
| 1956 | Secrets of Life                                    | T         |           |                    | Seria przyrodnicza True-Life Adventure.                                                                                      | [ 171 ]         |
| 1956 | Wazy jadą na Zachód                                | T         |           |                    | | [ 178 ]         |
| 1957 | Johnny Tremain                                     | T         |           |                    | | [ 178 ]         |
| 1957 | Perri                                              | T         |           |                    | Seria przyrodnicza True-Life Adventure.                                                                                      | [ 171 ]         |
| 1957 | Żółte psisko                                       | T         |           |                    | | [ 178 ]         |
| 1958 | Światło w lesie                                    | T         |           |                    | | [ 178 ]         |
| 1958 | Białe pustkowia                                    | T         |           |                    | Seria przyrodnicza True-Life Adventure.                                                                                      | [ 171 ]         |
| 1958 | Znak Zorro                                         | T         |           |                    | kompilacja z serialu telewizyjnego Zorro                                                                                     | [ 178 ]         |
| 1958 | Tonka                                              | T         |           |                    | | [ 178 ]         |
| 1959 | Na psa urok                                        | T         |           |                    | | [ 178 ]         |
| 1959 | Darby O’Gill i krasnoludki                         | T         |           |                    | | [ 178 ]         |
| 1959 | Zorro the Avenger                                  | T         |           |                    | kompilacja z serialu telewizyjnego Zorro                                                                                     | [ 178 ]         |
| 1959 | Third Man on the Mountain                          | T         |           |                    | | [ 178 ]         |
| 1960 | Cyrk jedzie                                        | T         |           |                    | | [ 178 ]         |
| 1960 | Porwany za młodu                                   | T         |           |                    | | [ 178 ]         |
| 1960 | Pollyanna                                          | T         |           |                    | | [ 178 ]         |
| 1960 | Jungle Cat                                         | T         |           |                    | Seria przyrodnicza True-Life Adventure.                                                                                      | [ 171 ]         |
| 1960 | Ten Who Dared                                      | T         |           |                    | | [ 178 ]         |
| 1960 | Swiss Family Robinson                              | T         |           |                    | | [ 178 ]         |
| 1960 | Texas John Slaughter                               | T         |           |                    | kompilacja z miniserialu telewizyjnego Tales of Texas John Slaughter                                                         | [ 178 ]         |
| 1960 | Elfego Baca: Six Gun Law                           | T         |           |                    | kompilacja z miniserialu telewizyjnego The Nine Lives of Elfego Baca                                                         | [ 178 ]         |
| 1961 | Latający profesor                                  | T         |           |                    | | [ 178 ]         |
| 1961 | Rodzice, miejcie się na baczności                  | T         |           |                    | | [ 178 ]         |
| 1961 | Włóczęgi północy                                   | T         |           |                    | | [ 188 ]         |
| 1961 | Greyfriars Bobby                                   | T         |           |                    | | [ 188 ]         |
| 1961 | A Holster of Law                                   | T         |           |                    | | [ 188 ]         |
| 1961 | Babes in Toyland                                   | T         |           |                    | | [ 178 ]         |
| 1962 | Moon Pilot                                         | T         |           |                    | | [ 188 ]         |
| 1962 | Bon Voyage                                         | T         |           |                    | | [ 188 ]         |
| 1962 | Wspaniały Red                                      | T         |           |                    | | [ 188 ]         |
| 1962 | Almost Angels                                      | T         |           |                    | | [ 188 ]         |
| 1962 | Legenda o wilku Lobo                               | T         |           |                    | | [ 188 ]         |
| 1962 | Dzieci kapitana Granta                             | T         |           |                    | | [ 188 ]         |
| 1962 | Książę i żebrak                                    | T         |           |                    | Produkcja brytyjska | [ 188 ]         |
| 1963 | Son of Flubber                                     | T         |           |                    | | [ 188 ]         |
| 1963 | Miracle of the White Stalions                      | T         |           |                    | | [ 188 ]         |
| 1963 | Savage Sam                                         | T         |           |                    | | [ 188 ]         |
| 1963 | Summer Magic                                       | T         |           |                    | | [ 188 ]         |
| 1963 | 200 mil do domu                                    | T         |           |                    | | [ 188 ]         |
| 1963 | The Three Lives of Thomasina                       | T         |           |                    | | [ 188 ]         |
| 1963 | Mściciel w masce                                   | T         |           |                    | Produkcja brytyjska. Oryginalnie planowany jako trzyczęściowy film telewizyjny.                                              | [ 188 ]         |
| 1964 | The Misadventures of Merlin Jones                  | T         |           |                    | | [ 188 ]         |
| 1964 | A Tiger Walks                                      | T         |           |                    | | [ 188 ]         |
| 1964 | The Moon-Spinners                                  | T         |           |                    | | [ 188 ]         |
| 1964 | Mary Poppins                                       | T         |           |                    | Udział sekwencji animowanych. Jedyny film Disneya nominowany do Oscara za najlepszy film.                                    | [ 178 ] [ 189 ] |
| 1964 | Those Calloways                                    | T         |           |                    | | [ 188 ]         |
| 1964 | Emil and the Detectives                            | T         |           |                    | | [ 188 ]         |
| 1965 | The Monkeys Uncle                                  | T         |           |                    | | [ 188 ]         |
| 1965 | That Darn Cat                                      | T         |           |                    | | [ 188 ]         |
| 1965 | Further Adventures of Gallegher                    | T         |           |                    | | [ 188 ]         |
| 1966 | The Ugly Dachshund                                 | T         |           |                    | | [ 188 ]         |
| 1966 | Lt. Robin Crusoe USN                               | T         |           |                    | Disney także stworzył scenariusz pod pseudonimem „Retlaw Yensid”.                                                            | [ 188 ] [ 190 ] |
| 1966 | The Fighting Prince of Donegal                     | T         |           |                    | | [ 188 ]         |
| 1966 | Za mną, chłopcy!                                   | T         |           |                    | Ostatni film Disney wydany za jego życia                                                                                     | [ 191 ]         |
| 1967 | Monkeys, Go Home!                                  | T         |           |                    | Filmy wydane pośmiertnie |                 |
| 1967 | The Adventures of Bullwhip Griffin                 | T         |           |                    | Filmy wydane pośmiertnie |                 |
| 1967 | The Gnome-Mobile                                   | T         |           |                    | Filmy wydane pośmiertnie |                 |
| 1967 | Charlie, the Lonesome Cougar                       | T         |           |                    | Filmy wydane pośmiertnie |                 |
| 1967 | The Happiest Millionaire                           | T         |           |                    | Filmy wydane pośmiertnie |                 |
| 1968 | Duch Blackbearda                                   | T         |           |                    | Filmy wydane pośmiertnie |                 |
| 1968 | The One and Only, Genuine, Original Family Band    | T         |           |                    | Filmy wydane pośmiertnie |                 |

## Produkcje telewizyjne

### Filmy krótkometrażowe i średniometrażowe
| Rok  | Tytuł                                                    | Producent | Reżyseria | Rola aktorska                           | Informacje                             | Źródło  |
| ---- | -------------------------------------------------------- | --------- | --------- | --------------------------------------- | -------------------------------------- | ------- |
| 1953 | Thanksgiving Day Mirthquakes                             | T         |           | Myszka Miki (głos, nagrania archiwalne) |                                        |         |
| 1955 | The Adventures of Spin and Marty                         | T         |           |                                         | miniserial, 25 odcinków                | [ 192 ] |
| 1955 | I’m No Fool                                              | T         |           |                                         | animowana seria edukacyjna, 5 odcinków |         |
| 1955 | You and Your                                             | T         |           |                                         | animowana seria edukacyjna, 8 odcinków |         |
| 1955 | Corky and White Shadow                                   | T         |           |                                         | miniserial, 18 odcinków                | [ 193 ] |
| 1955 | Nature of Things                                         | T         |           |                                         | animowana seria edukacyjna, 6 odcinków |         |
| 1956 | Encyclopedia                                             | T         |           |                                         | animowana seria edukacyjna, 6 odcinków |         |
| 1956 | Hardy Boys                                               | T         |           |                                         | miniserial, 33 odcinki                 |         |
| 1956 | Adventure in Dairyland                                   | T         |           | on sam                                  | miniserial, 8 odcinków                 |         |
| 1956 | Further Adventures of Spin and Marty                     | T         |           |                                         | miniserial, 23 odcinki                 | [ 192 ] |
| 1957 | The Adventures of Clint and Mac                          | T         |           |                                         | miniserial, 15 odcinków                |         |
| 1957 | The New Adventures of Spin and Marty                     | T         |           |                                         | miniserial, 30 odcinków                | [ 192 ] |
| 1958 | Annette                                                  | T         |           |                                         | miniserial, 18 odcinków                |         |
| 1958 | 4 Artists Paint 1 Tree: A Walt Disney ‘Adventure in Art’ | T         |           | on sam                                  |                                        |         |
| 1964 | Dixieland at Disneyland                                  | T         |           | on sam                                  |                                        |         |
| 1967 | EPCOT                                                    | T         |           | on sam                                  | Film dokumentalny. Wydany pośmiertnie  |         |

### Filmy pełnometrażowe
| Rok  | Tytuł                                 | Producent | Reżyseria | Rola aktorska | Informacje        | Źródło  |
| ---- | ------------------------------------- | --------- | --------- | ------------- | ----------------- | ------- |
| 1950 | One Hour in Wonderland                |           |           | on sam        |                   |         |
| 1951 | The Walt Disney Christmas Show        | T         |           | on sam        | Film dokumentalny |         |
| 1955 | Dateline: Disneyland                  | T         |           | on sam        |                   |         |
| 1959 | Disneyland ’59                        | T         |           | on sam        |                   |         |
| 1959 | Moochie of the Little League          | T         |           |               |                   |         |
| 1960 | Hedda Hopper‘s Hollywood              |           |           | on sam        | Film dokumentalny |         |
| 1961 | The Horsemaster                       | T         |           |               |                   | [ 188 ] |
| 1962 | Hans Brinker, or The Silver Skates    | T         |           |               |                   | [ 188 ] |
| 1962 | Sancho, The Homing Steer              | T         |           |               |                   | [ 188 ] |
| 1962 | Escapade in Florence                  | T         |           |               |                   | [ 188 ] |
| 1962 | Sammy – The Way-Out Seal              | T         |           |               |                   | [ 188 ] |
| 1962 | The Magnificent Rebel                 | T         |           |               |                   | [ 188 ] |
| 1962 | Mooncussers                           | T         |           |               |                   | [ 188 ] |
| 1963 | Little Dog Lost                       | T         |           |               |                   |         |
| 1963 | Johnny Shiloh                         | T         |           |               |                   | [ 188 ] |
| 1963 | The Horse Without a Head              | T         |           |               |                   | [ 188 ] |
| 1963 | The Waltz King                        | T         |           |               |                   | [ 188 ] |
| 1964 | The Ballad of Hector the Stowaway Dog | T         |           |               |                   | [ 188 ] |
| 1964 | The Adventures of Gallegher           | T         |           |               |                   |         |
| 1964 | Bristle Face                          | T         |           |               |                   |         |
| 1964 | For the Love of Willadean             | T         |           |               |                   |         |
| 1965 | The Further Adventures of Gallegher   | T         |           |               |                   | [ 188 ] |
| 1966 | The Legend of Young Dick Turpin       | T         |           |               |                   |         |
| 1966 | Gallegher Goes West                   | T         |           |               |                   |         |

### Programy i seriale
| Rok  | Tytuł                                  | Producent | Reżyseria | Rola aktorska                | Informacje                                                     | Źródło  |
| ---- | -------------------------------------- | --------- | --------- | ---------------------------- | -------------------------------------------------------------- | ------- |
| 1951 | Ford Festival                          |           |           | on sam                       | odc. 11                                                        |         |
| 1951 | The Fred Waring Show                   |           |           | on sam                       | odc. 3.26                                                      |         |
| 1954 | Walt Disney’s Disneyland               | T         |           |                              |                                                                |         |
| 1955 | The Red Skelton Show                   |           |           | on sam                       | odc. Look Magazine Movie Awards Show                           |         |
| 1955 | The Colgate Comedy Hour                |           |           | on sam                       | odc. Hosts: Edgar Bergen, Charlie McCarthy, and Mortimer Snerd |         |
| 1955 | Mickey Mouse Club                      | T         |           | Myszka Miki (głos), on sam   |                                                                |         |
| 1955 | Davy Crockett                          | T         |           |                              | miniserial, 5 odcinków                                         |         |
| 1957 | Zorro                                  | T         |           |                              | serial, 78 odcinków                                            |         |
| 1958 | Walt Disney Presents                   | T         |           | on sam                       |                                                                |         |
| 1958 | Tales of Texas John Slaughter          | T         |           |                              | miniserial, 3 odcinki                                          |         |
| 1958 | The Nine Lives of Elfego Baca          | T         |           |                              | miniserial, 10 odcinków                                        |         |
| 1960 | Moochie of Pop Warner Football         | T         |           |                              |                                                                |         |
| 1961 | Walt Disney’s Wonderful World of Color | T         |           | on sam                       |                                                                |         |
| 1964 | The Tenderfoot                         | T         |           |                              | miniserial, 3 odcinki                                          | [ 188 ] |
| 2021 | Cudowny świat Mikiego                  |           |           | on sam (nagrania archiwalne) | odc. Game Night                                                |         |